# Papa Pio XII
Papa Pio XII (in latino Pius PP. XII, nato Eugenio Maria Giuseppe Giovanni Pacelli; Roma, 2 marzo 1876 – Castel Gandolfo, 9 ottobre 1958) è stato il 260º papa della Chiesa cattolica e vescovo di Roma, 2º sovrano dello Stato della Città del Vaticano, dal 2 marzo 1939 fino alla morte.
Nel 1990, a conclusione della prima fase di beatificazione, ha ricevuto il titolo di servo di Dio. Nel 2009, a conclusione della seconda fase, ha ricevuto il titolo di venerabile, che ne attesta l'eroicità delle virtù per la Chiesa. La causa di canonizzazione è affidata alla Compagnia di Gesù.

## Biografia

### Nascita e studi
Eugenio Maria Giuseppe Giovanni Pacelli dei Principi di Acquapendente nacque a Roma il 2 marzo 1876 da nobile famiglia, terzogenito dell'avvocato della Sacra Rota Filippo Pacelli e di Virginia Graziosi (1844-1920).
La famiglia Pacelli si era guadagnata un posto di rilievo negli ambienti curiali nel periodo della seconda Repubblica Romana (1848-1849), durante la quale il nonno di Eugenio, Marcantonio Pacelli, avvocato rotale originario di Onano e cugino del futuro cardinale Prospero Caterini, aveva seguito papa Pio IX nel suo esilio a Gaeta, allora parte del Regno delle Due Sicilie, guadagnandosi la fiducia del pontefice che, tornato in possesso del regno, lo aveva nominato vice ministro agli Interni. Marcantonio, insignito della nobiltà di Acquapendente e di Sant'Angelo in Vado nel 1853 e 1858, era rimasto in carica dal 1851 al 1870, fino alla Presa di Roma, ed era stato nel 1861 tra i fondatori dell'Osservatore Romano. Dal figlio di Marcantonio, Filippo, anch'esso avvocato rotale e poi decano degli avvocati, erano nati due maschi, Francesco ed Eugenio. La carriera legale del primogenito l'avrebbe portato nel 1929, per il suo ruolo fondamentale nella stipula dei Patti Lateranensi, ad essere creato da Pio XI Marchese e Nobile Romano; i Pacelli, con l'ascesa al papato di Eugenio, avrebbero infine ricevuto il titolo principesco da Vittorio Emanuele III nel 1941.
Eugenio sentì sin da piccolo la vocazione sacerdotale. Pare che nei momenti liberi amasse far finta di celebrare la messa. Determinante per la sua formazione fu l'influenza che ebbe, a partire dall'età di 8 anni, il reverendo Giuseppe Lais, scienziato astronomo, discendente da una storica famiglia romana di origine sassone. Questi fu per molti anni precettore e mentore del futuro Pio XII e in seguito insignito della medaglia d'oro pontificia da Benedetto XV.
Dopo le elementari, frequentate in una scuola privata cattolica, e la frequenza al liceo di Stato "Ennio Quirino Visconti", Eugenio Pacelli entrò nel Collegio Capranica. Dal 1894 al 1899 studiò teologia alla Gregoriana. Il 2 aprile 1899 (domenica di Pasqua) fu ordinato sacerdote per l'imposizione delle mani del vescovo Francesco di Paola Cassetta. Si addottorò in teologia nel 1901. Nel 1902 si laureò in giurisprudenza in utroque iure, cioè sia in diritto civile, sia in quello canonico. Non ebbe mai modo di praticare l'avvocatura, al contrario del fratello maggiore Francesco, giurista per la Santa Sede e uno dei principali negoziatori dei Patti Lateranensi del 1929.

### Carriera ecclesiastica

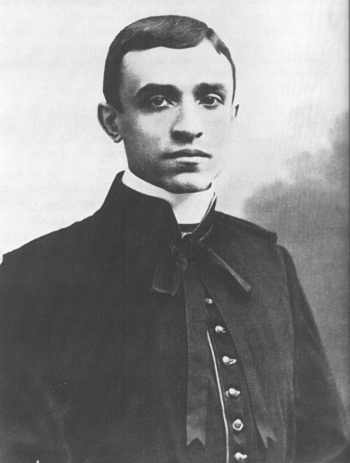
Eugenio Pacelli giovane sacerdote

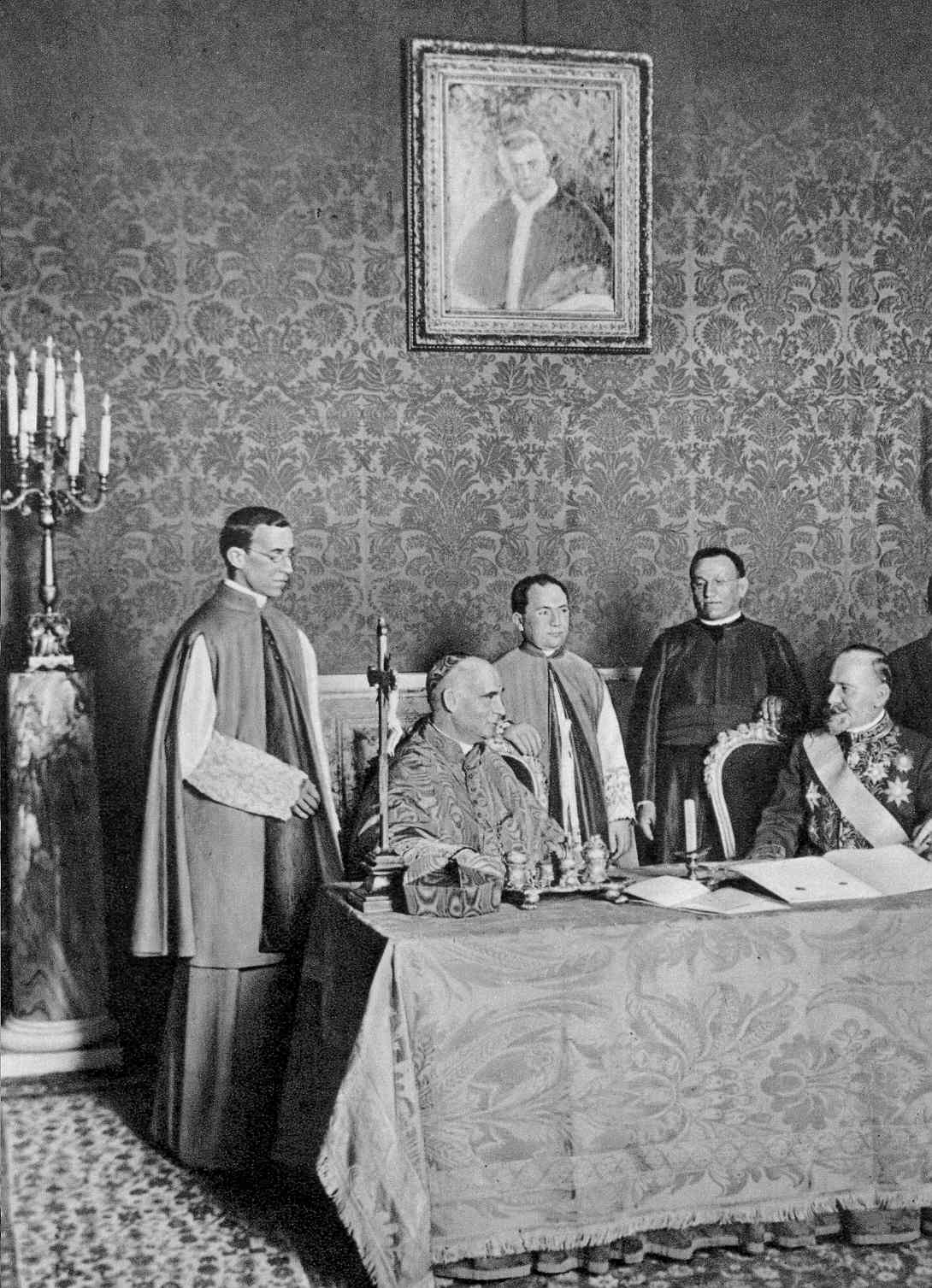
La stipula del concordato tra il Regno di Serbia e la Santa Sede il 24 giugno 1914, di cui monsignor Pacelli (primo da sinistra) fu artefice

Il cardinale Vincenzo Vannutelli, che più tardi sarebbe diventato decano del Sacro Collegio, indusse Pacelli a entrare come "apprendista" nella segreteria di Stato. In tale ufficio conobbe subito importanti prelati quali i cardinali Mariano Rampolla, Rafael Merry del Val e Giacomo della Chiesa, futuro papa Benedetto XV. Dopo tre anni fu nominato minutante e, dopo la specializzazione accademica in relazioni fra Stato e Chiesa, monsignore-ciambellano di papa Pio X (1904).
Preoccupato per le influenze libertarie che stavano contagiando il clero italiano, Pacelli vide con favore l'introduzione del giuramento antimodernista da parte di Pio X. Si applicò con zelo alla stesura di un nuovo codice di diritto canonico e, a partire dal 1911, alla carica di consultore presso il Sant'Uffizio. Nello stesso anno divenne sottosegretario della congregazione per gli affari ecclesiastici straordinari e rappresentò la Santa Sede all'incoronazione di Giorgio V del Regno Unito. Nel 1914 fu nominato segretario del cardinale Pietro Gasparri, all'epoca sottosegretario della Congregazione per gli Affari Ecclesiastici straordinari e futuro segretario di Stato. In questa veste collaborò alla stesura del concordato tra il Regno di Serbia e la Santa Sede stipulato il 24 giugno 1914, pochissimi giorni prima dell'inizio della prima guerra mondiale. Tale accordo garantiva finanziamenti statali all'episcopato cattolico in Serbia e non ci sono fondate prove storiche che sia stato una delle cause delle tensioni con il confinante e cattolico Impero austro-ungarico, culminanti poi nello scoppio del conflitto.
Il 13 ottobre 1914 papa Benedetto XV nominò Gasparri segretario di Stato. Pacelli ne fu il collaboratore principale sino alla sua ordinazione vescovile, il 13 maggio 1917, lo stesso giorno della prima apparizione della Madonna a Fátima. Benedetto XV lo elevò in pari data alla dignità arcivescovile con il titolo di arcivescovo di Sardi in partibus nominandolo nunzio apostolico in Baviera.

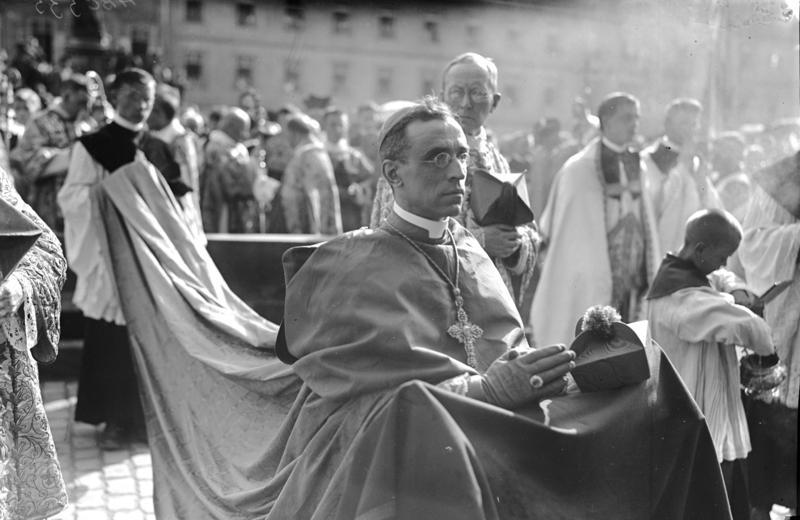
Nel luglio 1924, in occasione del 900º anniversario della città di Bamberga in Baviera, si svolse una grande processione alla presenza dell'ex principe ereditario Rupprecht di Baviera, dell'ex re Ferdinando di Bulgaria, del nunzio per l'intera Germania Pacelli, di tutti gli arcivescovi di Germania e di alti prelati e dignitari. Nella foto Pacelli prega per strada

Durante i dodici anni in Germania (1917-1929) l'arcivescovo Pacelli si avvicinò molto al mondo tedesco e conobbe bene la realtà politica della Repubblica di Weimar. Il 19 aprile 1919, nel corso della rivolta spartachista, di ispirazione comunista, la nunziatura di Monaco di Baviera fu accerchiata da un gruppo di rivoluzionari, che intendevano farvi irruzione. Il leader del gruppo, Siedl, estrasse una pistola e la puntò al petto di Pacelli, il quale si era personalmente posto a difesa dell'entrata della nunziatura. Sebbene scosso, il nunzio non intendeva cedere, difeso dalla coraggiosa suora tedesca Pascalina Lehnert, che si interpose tra i rivoluzionari e il medesimo. Siedl non se la sentì di andare avanti e ordinò agli spartachisti di ritirarsi. Pacelli scriverà al riguardo: «Sono dei veri e propri russi bolscevichi».
Nel 1920 fu il primo a essere nominato nunzio per l'intera Germania e si trasferì a Berlino. Nel 1925 fu nominato anche nunzio apostolico in Prussia. In tale doppia veste egli concluse i concordati con i Länder della Baviera (1924) e con la Prussia (1929). Dopo la ratifica parlamentare di tale atto lasciò la Germania richiamato a Roma dal Papa, per essere creato cardinale.
Nel frattempo, l'11 febbraio 1929, Benito Mussolini e il cardinale Gasparri avevano firmato i Patti Lateranensi, frutto della mediazione di Domenico Barone e di Francesco Pacelli, fratello maggiore dell'allora nunzio a Berlino.

### Cardinale e segretario di Stato

Stemma cardinalizio di Eugenio Pacelli

Il cardinale Pacelli in visita al Governatore di Roma (15 giugno 1932)

Pacelli fu creato cardinale da Pio XI nel concistoro del 16 dicembre 1929 e il 7 febbraio 1930 succedette a Pietro Gasparri nella carica di segretario di Stato.
Proseguì nella linea del suo predecessore, negoziando e stipulando altri concordati al fine di regolare le relazioni tra la Santa Sede e le autorità statali. Nel 1932 stipulò quello con il Land tedesco del Baden e nel 1933 quello con l'Austria.
Pacelli aveva ricercato con costanza un concordato con l'intera Germania già nel periodo della sua nunziatura, negli anni venti. Heinrich Brüning, leader della Deutsche Zentrumspartei, partito cattolico di centro, dichiarò nelle sue memorie che Pacelli, in occasione di un incontro del 1931 (quando Brüning era cancelliere), avrebbe insistentemente premuto per la dissoluzione dell'accordo di coalizione con il partito socialdemocratico, ponendola quasi come una condizione per la stipula del concordato. Il cancelliere in carica avrebbe respinto la sollecitazione considerando che il prelato fosse in grave errore di valutazione sulla situazione politica tedesca e, in particolare, sul peso del nascente partito nazista.

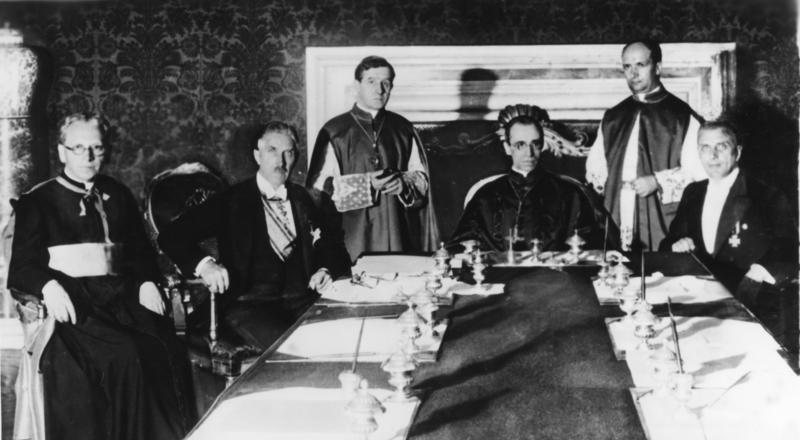
Foto della firma del Reichskonkordat. Da sinistra a destra: Monsignor Ludwig Kaas, il Vice-cancelliere tedesco Franz von Papen, il Sottosegretario ecclesiastico Giuseppe Pizzardo, il Cardinal Segretario di Stato Eugenio Pacelli, Alfredo Ottaviani e il Segretario del Ministero degli Interni tedesco Rudolf Buttmann

Il 20 luglio 1933, a pochi mesi dall'ascesa di Adolf Hitler al potere (30 gennaio), Pacelli firmò a Roma il Reichskonkordat con la Germania. Questo concordato garantiva i diritti dei cattolici tedeschi e ripristinava le garanzie per la Chiesa e i fedeli, soppresse nell'Ottocento per il Kulturkampf. Fu il concordato più discusso, perché accordava il riconoscimento della Chiesa al regime nazista che segnò la fine di ogni vita democratica in Germania e la proibizione di tutti i partiti politici, compreso quello cattolico del centro (Zentrumspartei). Successivamente, nel 1935, Pacelli sottoscrisse anche un concordato con il Regno di Jugoslavia.
Come segretario di Stato, Pacelli fu spesso in viaggio sia con una serie di importanti missioni diplomatiche, come negli Stati Uniti nel 1936, sia con la partecipazione a una serie di congressi eucaristici in Ungheria e Argentina, o a manifestazioni religiose, come a Lourdes o a Lisieux. Tali viaggi gli permisero, tra l'altro, di farsi conoscere dalle gerarchie cattoliche esterne alla Curia romana.
In ogni caso il Reichskonkordat fu sistematicamente violato dai nazisti. La Chiesa cattolica nella Germania nazista lamentava di dover agire in condizioni difficili. La Santa Sede, dal 25 settembre 1933 al 26 giugno 1936, inviò per la violazione da parte del Reich 34 note di protesta, cinque pro-memoria, tre aide-memoire, sei scritti contenenti proposte e progetti e sei appunti vari. Il concordato fu, quindi, il primo tentativo fallito di venire a patti con il nazismo. Eugenio Pacelli, tuttavia, fu sempre propenso a seguire una via diplomatica di mediazione con il regime nazista mentre le posizioni di papa Ratti sembrano propendere per la rottura.
Tali posizioni condussero Pio XI, nel 1937, a stilare un'ammonitoria enciclica verso il nazismo dal titolo Mit brennender Sorge (Con viva preoccupazione). Per tale motivo, tra il 1937 e il 1939 si esplicitò pienamente una differenza tra Pio XI e il suo segretario di Stato.
Pio XI morì il 10 febbraio 1939. La morte, sopravvenuta per un attacco cardiaco dopo una lunga malattia, gli impedì di pronunciare un importante discorso in occasione del I decennale della "conciliazione" con lo Stato Italiano. Il discorso, preparato da mesi, sarebbe stato il suo testamento spirituale e, probabilmente, avrebbe denunciato la violazione dei Patti Lateranensi da parte del governo fascista e le persecuzioni razziali in Germania. Tuttavia non ne è rimasta traccia.
Una lettera emersa dall'Archivio vaticano dimostra che il cardinale Pacelli dette disposizione per distruggere il discorso già in tipografia. Autore della lettera, datata 15 febbraio 1939, è Domenico Tardini, al tempo collaboratore della segreteria di Stato vaticana. Un estratto del testo è il seguente: «Mi telefona S.E. Mons. Montini. Gli ha telefonato il cardinal Pacelli per dare i seguenti ordini: 1) che Mons. Confalonieri consegni tutto quel materiale che ha circa il discorso che S.S. Pio XI aveva preparato per l'adunanza dei vescovi dell'11 febbraio; 2) che la tipografia distrugga tutto il materiale che ha (bozze, piombi) [...]».
Pio XI avrebbe dovuto anche annunciare un'enciclica contro il razzismo e l'antisemitismo, intitolata Humani generis unitas. Neanche essa ebbe corso. Una copia microfilmata dell'enciclica e dei documenti annessi fu però scoperta nel 1967 dal gesuita Thomas Breslin, mentre procedeva alla catalogazione degli archivi di John LaFarge. In un lungo articolo di fondo, Gordon Zahn, uno specialista delle encicliche sociali, ha sostenuto che l'enciclica ritrovata «è forse la più forte dichiarazione cattolica su quel male morale» che è l'antisemitismo. Ciò può collocarsi «in un nuovo contesto, poiché ora non si tratta più solamente della mancata protesta di Pio XII di fronte alla sistematica eliminazione degli ebrei, ma piuttosto del suo esplicito rifiuto di raccogliere la volontà del suo riverito predecessore e protettore». Peraltro, Pio XII riprese alcuni concetti dell'"enciclica nascosta" e la inserì nella parte antirazzista della sua prima enciclica, contenente il programma del suo appena iniziato pontificato, la Summi Pontificatus.

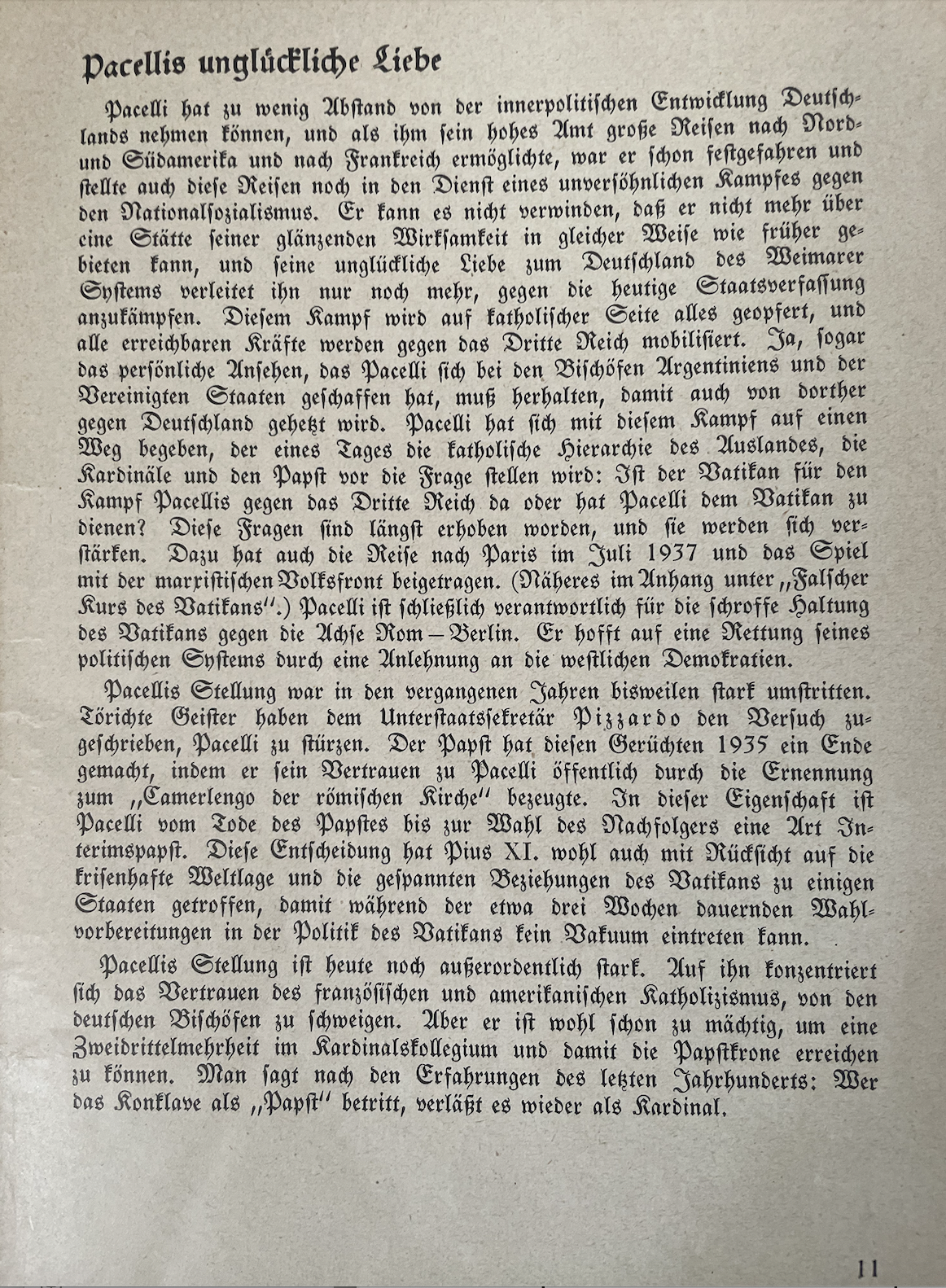
Nell'opuscolo del partito nazista Männer um den Papst pubblicato nel 1938 Pacelli, ancora cardinale seppur influente, venne accusato di nostalgia per la passata Repubblica di Weimar, nonché di avere effettuato negli anni precedenti diversi viaggi all'estero -inclusi Nord e Sudamerica, Sri Lanka e Francia- in funzione antinazista, nonché di essere ancora il principale oppositore dell'Asse Roma-Berlino

### Il conclave del 1939 e l'elezione a pontefice
Di azzurro, alla colomba con la testa rivolta d'argento, imbeccante un ramoscello d'ulivo di verde e posata su un monte di tre cime d'argento, movente da una fascia di verde posta su un mare ondato al naturale.

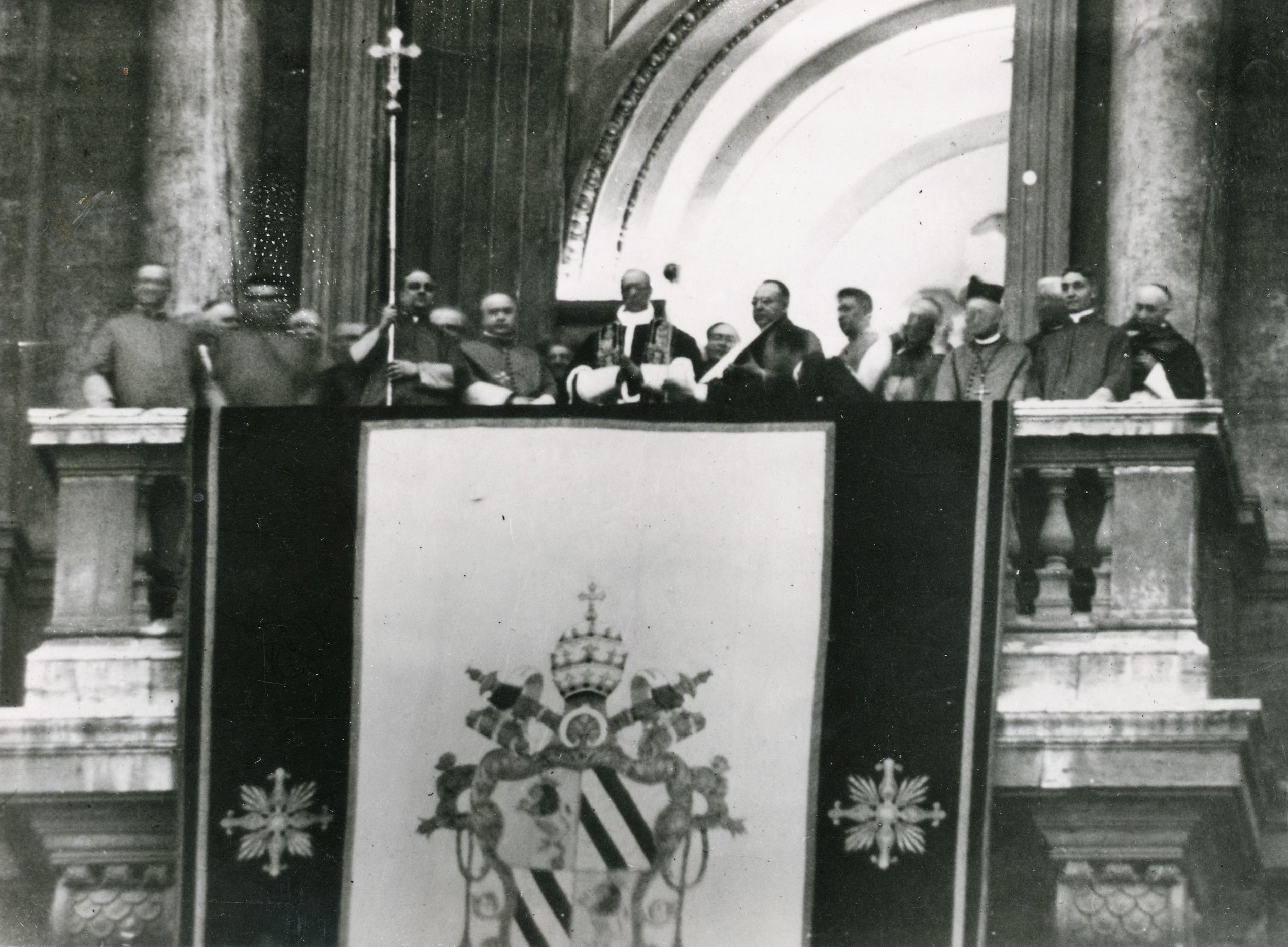
Papa Pio XII si affaccia dalla loggia delle benedizioni dopo la sua elezione il 2 marzo 1939

In qualità di camerlengo, fu Pacelli che diresse il conclave che seguì alla morte di Pio XI. Il 2 marzo 1939, giorno del suo 63º compleanno, dopo solo tre scrutini e un giorno di votazioni, la scelta ricadde su di lui. Pacelli scelse il nome di Pio XII, a voler significare una sostanziale continuità con l'operato del precedente capo della Chiesa. Fatto insolito per un conclave, fu eletto colui che, alla vigilia, aveva le migliori possibilità di diventare papa. In effetti Pacelli rappresentava un'ottima scelta politica in quanto era il più esperto in diplomazia tra i cardinali del Collegio. Pacelli fu il primo segretario di Stato dal 1667 (Clemente IX) e il terzo camerlengo (dopo Innocenzo VII e Leone XIII) a venir eletto papa.
Il giorno stesso dell'elezione del nuovo pontefice, il conte Ciano, ministro italiano degli affari esteri, annotava nel suo diario che alla vigilia Pignatti di Custoza, ambasciatore d'Italia presso la Santa Sede, gli aveva detto essere Pacelli il cardinale favorito dai tedeschi: «2 marzo – Viaggio di ritorno. A Tarvisio ricevo la notizia dell'elezione alla tiara del cardinale Pacelli. Non mi sorprende: ricordo il colloquio ch'ebbi con lui il 10 febbraio. Fu molto conciliante. E pare che nel frattempo abbia anche notevolmente migliorate le relazioni con la Germania, al punto che Pignatti ha ieri riferito essere il Pacelli il cardinale favorito dai tedeschi. A tavola avevo detto a Edda e ai miei collaboratori: "Il Papa sarà eletto entro oggi. È Pacelli, che assumerà il nome di Pio XII". La realizzazione della mia previsione ha interessato tutti».
Dopo la cerimonia dell'incoronazione, il 12 marzo, Ciano annotò, sempre nel suo diario: Mussolini «è contento dell'elezione di Pacelli. Si ripromette di fargli pervenire alcuni consigli circa quanto potrà fare per governare utilmente la Chiesa».
L'elezione e l'incoronazione di Pacelli ebbero un'accoglienza mista in Germania. Da parte della maggioranza della stampa tedesca, quella più vicina al partito nazista, giunsero commenti alquanto ostili: il Berliner Morgenpost scrisse che «l'elezione di Pacelli non è accolta favorevolmente in Germania poiché egli è sempre stato ostile al nazionalsocialismo»; la Frankfurter Zeitung scrisse che «molti dei suoi discorsi hanno dimostrato che non comprende del tutto le ragioni politiche e ideologiche che hanno iniziato la loro marcia vittoriosa in Germania». Lo Schwarze Korps (giornale ufficiale delle SS) scrisse: «Il Nunzio e Cardinale Pacelli ci ha dimostrato scarsa comprensione, ed è per questa ragione che noi gli accordiamo poca fiducia. Pacelli ora Pio XII non seguirà sicuramente una strada diversa». Il Ministero degli Esteri del Reich incaricò l'ambasciatore presso la Santa Sede di portare al neoeletto Papa le congratulazioni di Hitler, ma solo oralmente. In una nota riservata si precisò: "In considerazione del noto comportamento del già Cardinale Pacelli nei confronti del movimento nazionalsocialista, i complimenti non devono essere formulati in maniera particolarmente calda".
Goebbels riporta nel suo Diario che Hitler aveva pensato all'abrogazione del concordato se Pacelli fosse stato eletto papa. L'Ufficio centrale per la sicurezza del Reich (RSHA) descrisse l'elezione di Pacelli al soglio pontificio con accenti molto negativi: il nuovo papa veniva considerato un amico delle democrazie, che esultavano per la sua elezione. Nel rapporto dell'RSHA veniva riferito il commento favorevole sul nuovo pontefice de L'Humanité, l'organo ufficiale del Partito Comunista Francese. Si ricordava inoltre che Pacelli, da segretario di Stato, si fosse fatto notare per i suoi attacchi al nazionalsocialismo.
Al contrario l'elezione fu accolta favorevolmente negli ambienti della diplomazia tedesca. Il capo del Dipartimento degli Affari vaticani presso il Ministero degli affari esteri del Reich, il consigliere Du Moulin, redasse un memorandum sulle tendenze politiche e sulla personalità del nuovo pontefice, descrivendo il neoeletto come «molto amico della Germania». A Berlino ci si ricordò che Pacelli era stato il promotore del Concordato fra la Santa Sede e il Terzo Reich e che, quando le relazioni fra Chiesa e regime nazionalsocialista si erano fatte tese, l'atteggiamento del segretario di Stato era stato sempre - secondo i dispacci dell'ambasciatore Bergen - molto più conciliante di quello di Pio XI.

### Primi atti del pontificato

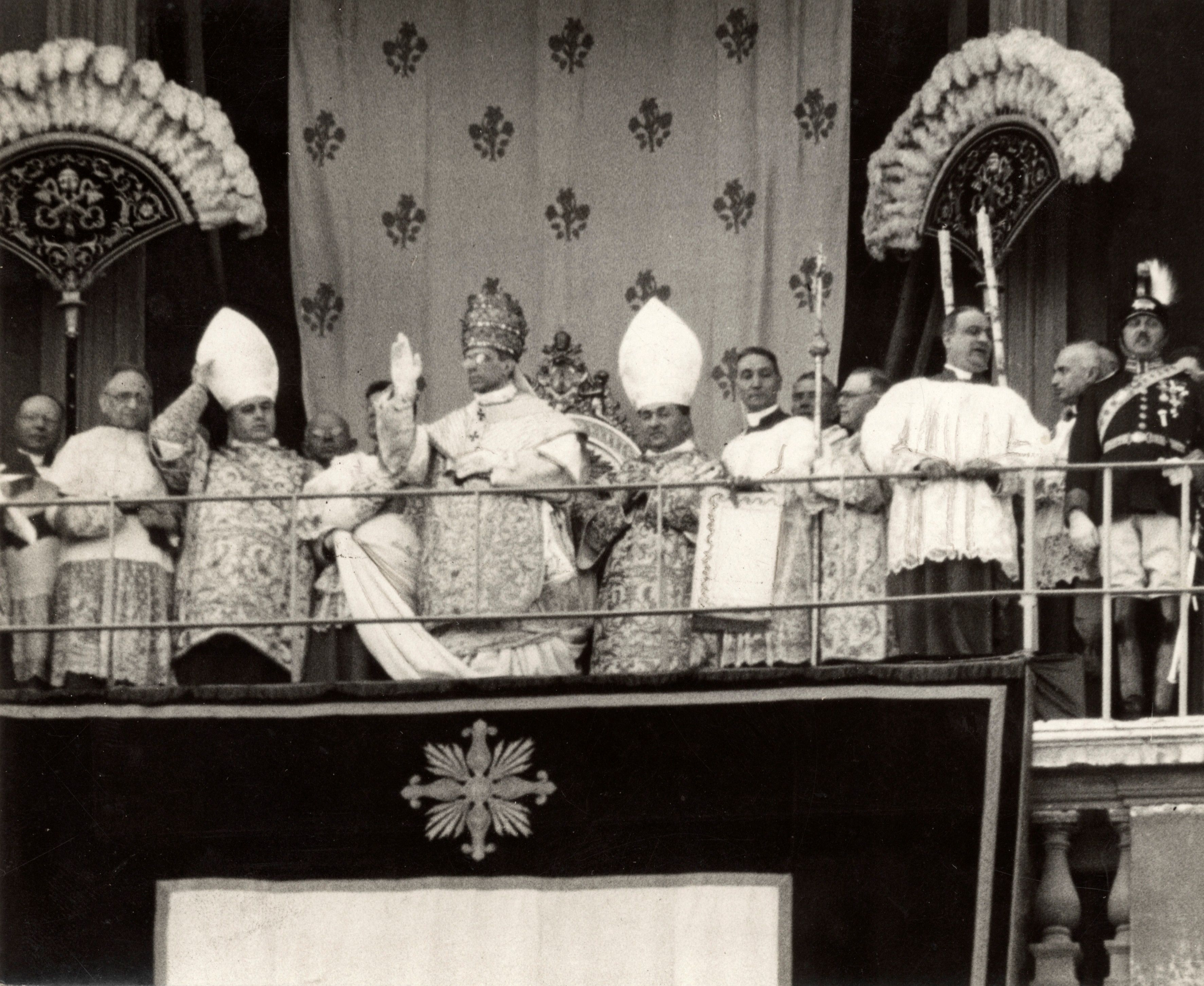
Pio XII si affaccia alla loggia per benedire il popolo dopo l'incoronazione papale il 12 marzo 1939

Il novello papa nominò alle cariche da lui ricoperte in precedenza il cardinale Luigi Maglione segretario di Stato e Lorenzo Lauri cardinale camerlengo. Eletto in un periodo di grandi tensioni internazionali, il 15 marzo 1939 - tre giorni dopo la sua incoronazione - il regime nazista invase la Cecoslovacchia.
Uno dei suoi primi atti fu, nell'aprile del 1939, quello di togliere dall'Indice i libri di Charles Maurras, animatore del gruppo politico antisemita e anticomunista di estrema destra Action française, che aveva molti simpatizzanti e seguaci cattolici. Agli aderenti revocò, tra l'altro, l'interdizione dai sacramenti irrogata da Pio XI. Secondo la sociologa e storica francese Jeannine Verdès-Leroux, furono i discorsi antisemiti dell'Action française che contribuirono «a rendere "possibile", "accettabile" l'introduzione, nell'ottobre 1940, dello statuto degli ebrei da parte del governo di collaborazionista francese di Vichy. L'assuefazione ai discorsi di Maurras e dei suoi accoliti che si erano diffusi e avevano oltrepassato la cerchia degli adepti, mise in secondo piano il carattere mostruoso di quelle misure». Alcuni storici, invece, tendono a leggere questo episodio non tanto in chiave antisemita quanto pragmaticamente anticomunista, stante la necessità di favorire gruppi e aggregazioni che sapessero competere, quanto a organizzazione e rapidità di azione politica, con quelli di ispirazione marxista, la cui capacità di mobilitazione nelle Brigate Internazionali nella recente guerra civile spagnola era chiaramente emersa. Altri storici, comunque, sono del parere che il provvedimento fosse in linea con una minore riprovazione nei confronti del pregiudizio antisemita, in un periodo storico in cui anche l'Italia incominciava a dar concreta applicazione alle cosiddette leggi per la difesa della razza.
Sempre nel 1939, Pio XII proclamò san Francesco d'Assisi e santa Caterina da Siena patroni d'Italia.
Il 7 maggio 1940, il segretario di Stato Maglione firmò il concordato con il Portogallo di António de Oliveira Salazar. In giugno, il Papa citò le apparizioni di Fátima nella sua enciclica Saeculo Exeunte Octavo, scritta per invitare la Chiesa portoghese a incrementare la sua attività missionaria in terra straniera. Nel 1941 trasformò la Commissione delle Opere Pie, nata nel 1887, nell'Istituto per le Opere di Religione (IOR). Nell'ottobre del 1942, in risposta a un messaggio inviatogli da suor Lúcia dos Santos nel 1940, Pio XII consacrò il mondo al Cuore Immacolato di Maria (Radiomessaggio al Portogallo del 31 ottobre 1942).

### La seconda guerra mondiale
(Dal  discorso radiofonico. del papa del 24 agosto 1939)

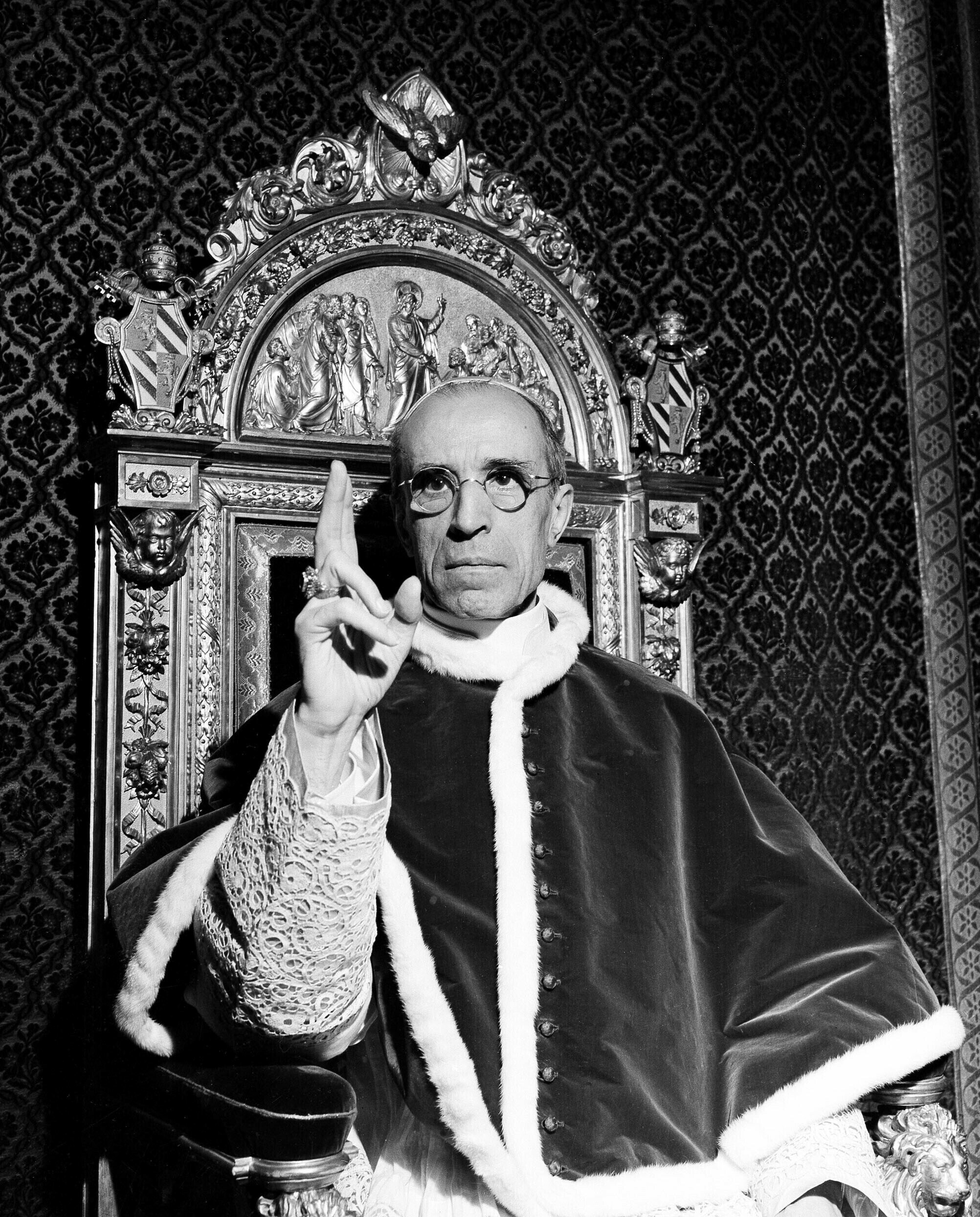
Pio XII sul trono pontificio nel settembre 1945

Agli inizi di agosto del 1939, l'Europa era a un passo dalla guerra. Ad accrescere le preoccupazioni del Papa, il nunzio apostolico a Berlino, il vescovo Cesare Orsenigo, scriveva: "I tedeschi sono tutti pronti alla guerra con una freddezza terrificante. Incontro alla guerra, marcia, quasi esultante un popolo di 80 milioni di tedeschi armati fino ai denti". Pacelli fece un ultimo tentativo inviando un messaggio personale a Hitler, ricordandogli gli anni passati con piacere in Germania ed esortandolo a occuparsi del vero benessere spirituale del popolo tedesco.
Per tutta risposta, il 23 agosto 1939 la Germania nazista e l'Unione Sovietica sottoscrissero il patto Molotov-Ribbentrop. Un protocollo segreto dell'accordo prevedeva la divisione dell'Europa orientale in due sfere d'influenza, dando modo a Hitler di lanciare l'offensiva sulla confinante Polonia mentre l'URSS avrebbe avuto mano libera sulle repubbliche baltiche, la Finlandia e la Polonia orientale.
Il Papa, a conoscenza delle clausole del protocollo segreto, sapeva anche che, in caso di sua attuazione, Francia e Regno Unito, alleati della Polonia, avrebbero dichiarato guerra alla Germania, dando inizio alla seconda guerra mondiale. Tentò quindi di scongiurare il rischio di una nuova guerra pronunciando alla radio, il 24 agosto 1939, un messaggio rivolto ai governanti ed ai popoli nell'imminente pericolo della guerra. In tale discorso pronunciò la frase simbolo del suo pontificato: «Nulla è perduto con la pace; tutto può essere perduto con la guerra». Pio XII propose anche a Germania e Polonia di soprassedere per quindici giorni alle misure militari per riunire una conferenza internazionale di pace. Tuttavia anche tale iniziativa fu inutile.
Il 1º settembre, la Germania invase la Polonia e il 3 Francia e Regno Unito risposero all'attacco: fu l'inizio della seconda guerra mondiale.
Il dissenso del papa fu espresso dopo alcune settimane nella sua prima enciclica Summi Pontificatus del 20 ottobre 1939. Pio XII, senza nominare espressamente i regimi totalitari, lamentò le conseguenze dell'attuale crisi spirituale e la diffusione delle «ideologie anticristiane». Il Papa individuava gli errori della società moderna nel suo rifiuto di Dio, con la conseguente diffusione di un «paganesimo corrotto e corruttore». Tra le righe Pio XII condannava ogni discriminazione razziale, affermando la «comune origine in Dio» di tutto il genere umano; introdusse il concetto di convivenza pacifica e, soprattutto, elevò il suo straziante lamento per la Polonia, nazione fedele alla Chiesa, in attesa di «una risurrezione corrispondente ai princìpi della giustizia e della vera pace».
La protesta del Papa per l'invasione della cattolica Polonia fu quindi espressa con un documento religioso e in base alla dottrina cristiana. Il 30 novembre 1939, l'invasione sovietica della Finlandia fu invece condannata ufficialmente e con molto vigore. Il pontefice inviò dei telegrammi di solidarietà ai sovrani di Belgio, Olanda e Lussemburgo per la violazione della loro neutralità a causa dell' occupazione tedesca nel maggio 1940. Per tutta la durata del conflitto, papa Pacelli organizzò aiuti alle popolazioni colpite e creò l'ufficio informazioni sui prigionieri e sui dispersi.

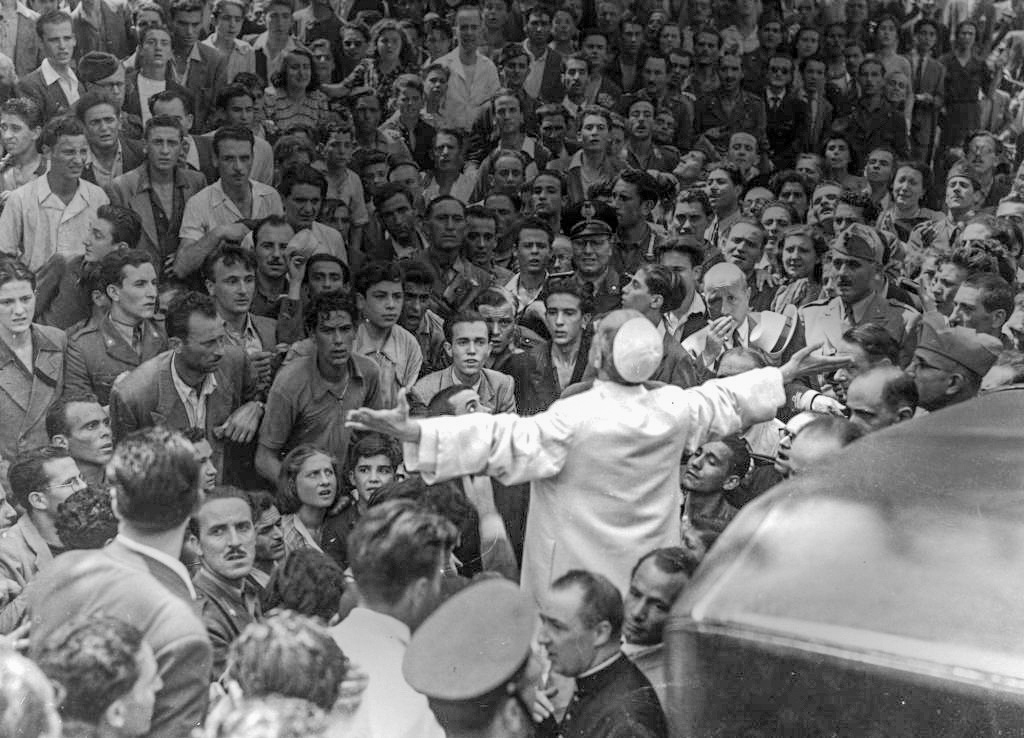
«....e in mezzo a San Lorenzo spalancò le ali»: questa foto di Pio XII, tradizionalmente riferita alla visita al quartiere San Lorenzo il 20 luglio 1943, in realtà fu scattata in Piazza San Giovanni in Laterano il 13 agosto successivo

Nella prima fase della guerra, è dimostrato che il pontefice prese parte a un tentativo di alcuni generali tedeschi avente l'obiettivo di spodestare Hitler e svolse il ruolo di intermediario nei contatti che intercorsi tra i cospiratori e la Gran Bretagna. Nell'aprile del 1940 ebbe più di venti incontri segreti con i congiurati tedeschi, il cui capo era il generale Ludwig Beck e il rappresentante del governo inglese Francis D'Arcy Osborne. Il possibile accordo di pace, nel caso che i congiurati fossero riusciti a sbarazzarsi di Hitler, fu scritto su carta ufficiale della Santa Sede. Cercò, inoltre, di distogliere il fascismo dall'idea di far entrare in guerra l'Italia. Tale fu, con tutta probabilità, lo scopo della visita assolutamente irrituale che il Santo Padre fece al Quirinale, a re Vittorio Emanuele III, il 28 dicembre 1939. Nonostante ciò, il 10 giugno 1940, anche l'Italia entrò nel conflitto.
Durante la guerra, vari e ripetuti furono gli appelli del Papa in favore della pace. Va ricordato in particolare il radiomessaggio natalizio del 1942, in cui Pacelli delineò un nuovo ordine mondiale basato sul rispetto reciproco fra le Nazioni e i popoli. In tale messaggio il Papa denunciò anche lo sterminio delle persone sulla base della razza. Mussolini commentò il radiomessaggio del 1942 con sarcasmo: «Il Vicario di Dio — cioè il rappresentante in terra del regolatore dell'universo — non dovrebbe mai parlare: dovrebbe restare tra le nuvole. Questo è un discorso di luoghi comuni che potrebbe agevolmente essere fatto anche dal parroco di Predappio». I nazisti accolsero con irritazione il messaggio natalizio: l'ufficio di Berlino responsabile della deportazione degli ebrei (l'ufficio principale per la sicurezza del Reich) annotò:
( Martin Gilbert, I giusti. Gli eroi sconosciuti dell'Olocausto,  p. 345.)
Durante il conflitto, il Pontefice si mostrò preoccupato sia per un'eventuale vittoria della guerra da parte dell'Unione Sovietica, sia per un trionfo della Germania Nazista arrivando al punto da dichiarare, in un colloquio con il Ministro degli Esteri spagnolo nel 1942, che "la vittoria del nazionalsocialismo rappresenterebbe il più grande pericolo di persecuzione per i cristiani".
Il 19 luglio 1943, dopo il violento bombardamento di San Lorenzo a Roma, si recò nei quartieri colpiti. Fu un'uscita eccezionale del Pontefice dal Vaticano, soprattutto all'epoca (in seguito sarebbe uscito dal suo Stato solo in casi estremamente rari). Il Papa uscì nuovamente il 13 agosto, dopo il successivo bombardamento nel quartiere di San Giovanni. Durante tale visita spalancò le braccia alla folla recitando il salmo De profundis, in un gesto che rimase immortalato in una famosa foto.

### L'occupazione tedesca di Roma
Dopo l'armistizio dell'8 settembre e la fuga dei Savoia dalla capitale, Pio XII rimase a Roma, all'interno della Città del Vaticano. Non elevò alcuna protesta per la cruenta occupazione nazista della città, effettuata in armi e causando la morte di alcune centinaia di difensori, tra militari e civili. Inviò però il Segretario di Stato Maglione, ai primi di ottobre del 1943, dall'ambasciatore tedesco Ernst von Weizsäcker per rappresentargli che i tedeschi, in qualità di protettori di Roma e del Vaticano, avevano la responsabilità di schierare forze di polizia sufficienti a prevenire o reprimere un moto insurrezionale partigiano.
Nei giorni successivi, quando i tedeschi imposero agli ebrei romani di versare oro in cambio di un'effimera e temporanea salvezza, il Vaticano contribuì fornendo 20 dei 50 chili d'oro richiesti, secondo la testimonianza di Ugo Foà, rabbino capo della comunità romana, il Vaticano fece sapere ufficiosamente che se non fosse stato raccolto abbastanza oro avrebbe prestato la differenza per raggiungere i 50 kg, ma non ce ne fu bisogno.
Il Papa fu messo a conoscenza dell'avvenuto rastrellamento del ghetto di Roma dalla principessa Enza Pignatelli, sua ex-allieva, che aveva assistito in parte alla razzia e subito si era recata in Vaticano, chiedendo udienza al Pontefice, che la ricevette immediatamente. Secondo lo storico della Chiesa Alberto Melloni, i tedeschi avrebbero invece organizzato il ratto degli ebrei romani proprio per fare un affronto a papa Pacelli. Pio XII si mise senza indugio in comunicazione telefonica con il cardinale Segretario di Stato Luigi Maglione perché prendesse informazioni e si interessasse della questione.
Seguì un colloquio tra il cardinale Maglione e l'ambasciatore tedesco presso il Vaticano, Ernst von Weizsäcker, al quale il segretario di Stato chiese di «intervenire in favore di quei poveretti», lamentandosi per il fatto che «proprio a Roma, sotto gli occhi del Padre comune [il Papa], fossero fatte soffrire tante persone unicamente perché appartenenti a una stirpe determinata». Alle richieste di Weizsäcker sul possibile comportamento della Santa Sede, nel caso fossero continuati i rastrellamenti di ebrei, Maglione rispondeva che: «La Santa Sede non vorrebbe essere messa nella necessità di dire la sua parola di disapprovazione».
Weizsäcker propose allora e ottenne che la protesta vaticana fosse affidata a una lettera del rettore della Chiesa tedesca a Roma Alois Hudal, indirizzata al generale comandante militare di Roma Reiner Stahel, in cui il prelato chiedeva la sospensione immediata degli arresti, per evitare un intervento pubblico del Papa contro di questi. Per il resto, Pio XII mantenne un riservato silenzio che ancor oggi reca imbarazzo alla Santa Sede.
Durante il corso della guerra, nonostante le numerose informazioni ricevute Pio XII non condannò mai ufficialmente né si impegnò pubblicamente per fermare le deportazioni degli ebrei nei campi di concentramento. Offrì però rifugio presso la Santa Sede a molti ebrei e a esponenti politici antifascisti tra cui Alcide De Gasperi e Pietro Nenni, appellandosi al fatto che la Città del Vaticano era uno Stato sovrano. Non sempre però i tedeschi rispettarono l'extra-territorialità di alcune altre aree a Roma di pertinenza della Santa Sede: nell'inverno del 1943 fecero irruzione nella basilica di San Paolo fuori le mura e vi presero alcuni prigionieri.
È stato scoperto di recente un piano segreto di Hitler che prevedeva l'occupazione del Vaticano e l'arresto di Pio XII, il quale secondo il dittatore nazista ostacolava i piani della Germania. A questo proposito, per evitare che Hitler e il regime nazista potessero tenere prigioniero il papa, Pio XII preparò una lettera di dimissioni da utilizzare in caso di propria cattura, dando istruzioni di tenere un successivo conclave a Lisbona. Inoltre, in questo periodo, il Pontefice si convinse che il Führer fosse posseduto dal demonio, tanto che più volte tentò di esorcizzarlo a distanza.
Alcuni autori hanno espresso forti critiche verso il comportamento tenuto dalla Santa Sede dopo l'attentato di Via Rasella e l'eccidio delle Fosse Ardeatine (23 - 24 marzo 1944). Si è speculato che, almeno cinque ore prima dall'uccisione della prima vittima della rappresaglia tedesca, la segreteria di Stato vaticana fosse in possesso di un'autorevole informazione circa l'attentato e l'intenzione dei tedeschi di sopprimere dieci italiani per ogni tedesco ucciso. Robert Katz, autore dell'accusa, è stato condannato per diffamazione dalla magistratura italiana la quale ha ritenuto tali affermazioni solamente un'intuizione storica e non fatti dimostrati.

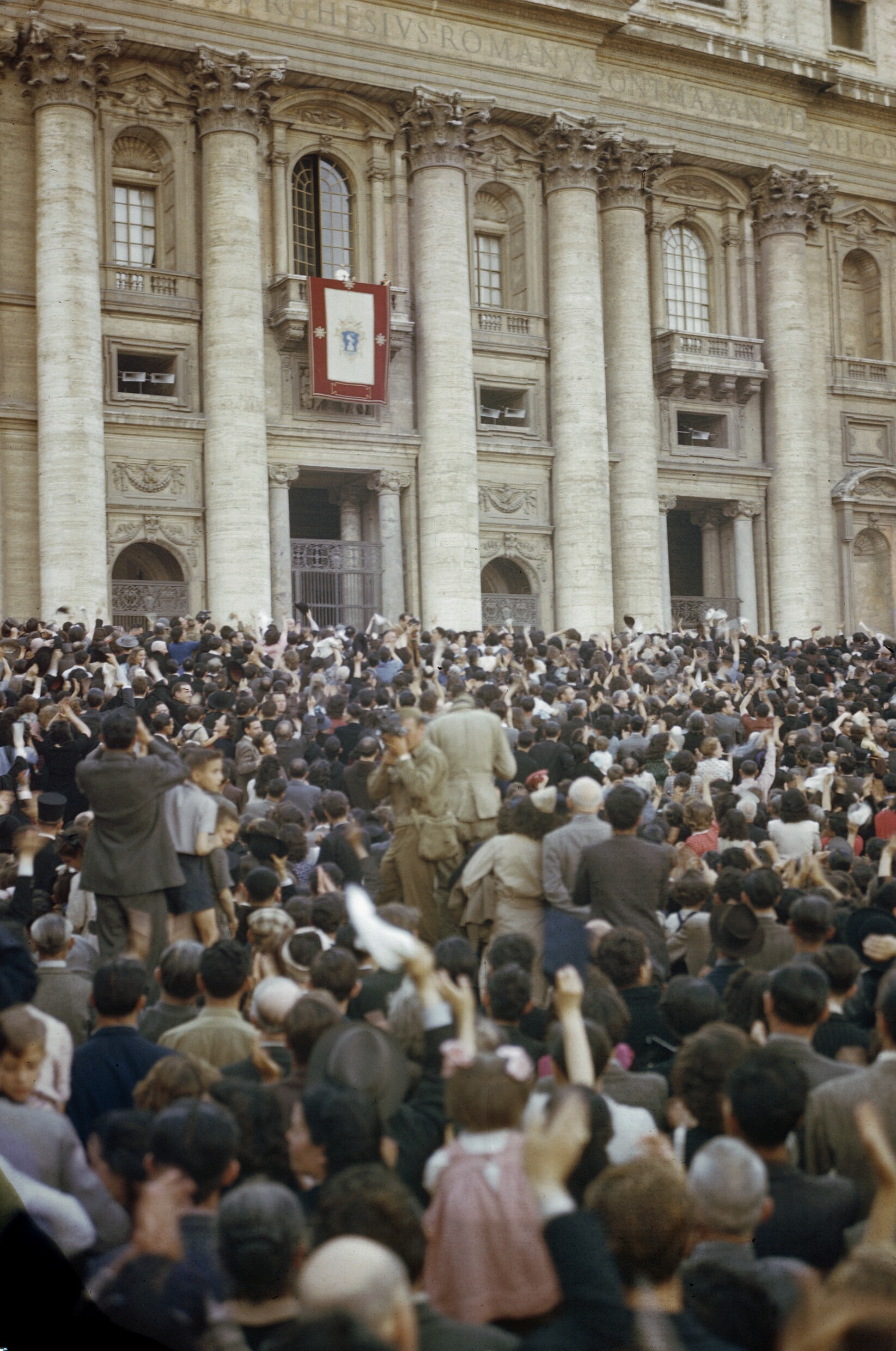
Folla assiepata in Piazza San Pietro per ascoltare Pio XII dopo la liberazione di Roma, 5 giugno 1944

Il 26 marzo L'Osservatore Romano pubblicò il comunicato tedesco che dava notizia dell'attentato e annunciava l'avvenuta rappresaglia, facendolo seguire dal seguente commento non firmato:
Osserva Giorgio Bocca: «L'appello, per quanto non firmato da Pio XII, ne rispecchia il pensiero reazionario. Il foglio ufficiale della Santa Sede esprime la sua condanna della violenza separando – nella Roma dell'occupazione nazista! – le "vittime" (i tedeschi) dai "colpevoli" (i partigiani), gli "irresponsabili" (i capi della Resistenza) dai "responsabili" (i comandi tedeschi e fascisti); e fa sua, volendolo o meno, la tesi fascista e attesista della "strage degli innocenti": dimenticando che la legalità dei "responsabili" a cui si appella è la medesima che sta sterminando sei milioni di ebrei innocenti, fatto di cui il Santo padre, nel marzo 1944, è perfettamente al corrente. Senza dire che via Tasso e i suoi orrori sono a due passi dai sacri palazzi».
Secondo Aurelio Lepre L'Osservatore Romano, col formulare l'accusa agli attentatori di «non essersi presentati al comando tedesco per evitare la fucilazione degli ostaggi», compì una «scelta di campo»; tuttavia, commenta Lepre, tale accusa «era del tutto inconsistente [...], perché, se anche avessero voluto consegnarsi ai tedeschi, gli attentatori non ne avrebbero avuto il tempo».
Alessandro Portelli ritiene che l'editoriale costituisca un «testo esemplare e fondante» di un'interpretazione dell'attentato di via Rasella destinata ad avere grande fortuna nel dopoguerra. Scrive infatti Portelli: «Di chi sia la colpa che rende necessario il sacrificio non c'è dubbio: i "colpevoli sfuggiti all'arresto". L'Osservatore Romano dunque lascia intendere che i nazisti cercarono i "colpevoli" prima di decidersi al massacro; né sono a conoscenza di rettifiche, precisazioni o smentite successive. Nasce qui lo spostamento della colpa sui vili partigiani che sono andati a nascondersi lasciando ("irresponsabili") al loro destino le vittime della rappresaglia. Oltre alla destra politica, saranno proprio organi e fonti vicini alla Chiesa e al mondo cattolico, a partire dai Comitati civici, a rilanciare nel corso degli anni questa versione, fino a farla penetrare nelle vene dell'immaginazione comune, contribuendo così ad avvelenare la memoria dell'evento, e con essa quella della resistenza, dell'identità e delle origini della repubblica. Che è poi il vero successo a lungo termine della rappresaglia nazista». L'articolo dell'Osservatore Romano venne criticato però anche dai tedeschi perché parlava di "innocenti" uccisi nella rappresaglia nazista.
Negli ultimi giorni di maggio del 1944, i tedeschi si preparavano alla fuga e avevano minato i ponti sul Tevere per impedire alle forze angloamericane di procedere nell'avanzata verso nord. C'era il pericolo che intendessero resistere a oltranza, con tutte le conseguenze per l'incolumità della "città eterna". Pacelli diede istruzioni ai due pro-segretari di Stato Montini e Tardini di consigliare agli alleati di non attaccare e ai tedeschi di non difendersi. Il giorno 2 giugno il Papa ammonì gli eserciti combattenti: «Chiunque osi levare la mano contro Roma, si macchierà di matricidio». Lo stesso giorno la giunta militare del CLN si accordò con gli alleati che non ci sarebbe stata l'insurrezione partigiana di Roma. Alle ore 22:30 del 3 giugno, Montini e Tardini acquisirono dall'ambasciatore von Weizsäcker la proposta tedesca di riconoscere il centro di Roma "città aperta". Pur ritenendola insufficiente, il Vaticano provvide a trasmettere tale proposta agli alleati. Non vi fu bisogno che questi l'accettassero perché alle prime ore dell'alba del 4 giugno, i tedeschi lasciarono Roma, sostanzialmente senza colpo ferire. Per intercessione di papa Pio XII, al momento della loro partenza da Roma, le SS rilasciarono dal carcere di via Tasso, dove era stato sottoposto a pesanti torture, il comandante partigiano delle Brigate Matteotti Giuliano Vassalli, futuro presidente della Corte costituzionale.
Il 5 giugno 1944, dopo la Liberazione, Pio XII ricevette in Vaticano i soldati alleati. La domenica successiva i romani si recarono in massa a Piazza San Pietro a salutare e a festeggiare il Papa, che, di fatto, era stata l'unica autorità, non solo religiosa, ma anche morale e politica, a essere rimasta nella capitale nei mesi bui dell'occupazione nazista. Per questo Pio XII fu anche soprannominato Defensor civitatis.
Tra gli altri interventi, documenti recentemente venuti alla luce testimoniano il cordoglio del Papa nei confronti delle donne della Ciociaria e del basso Lazio che avevano subito violenze da parte dei soldati marocchini arruolati nell'esercito francese.

### Il dopoguerra

#### La scomunica ai comunisti

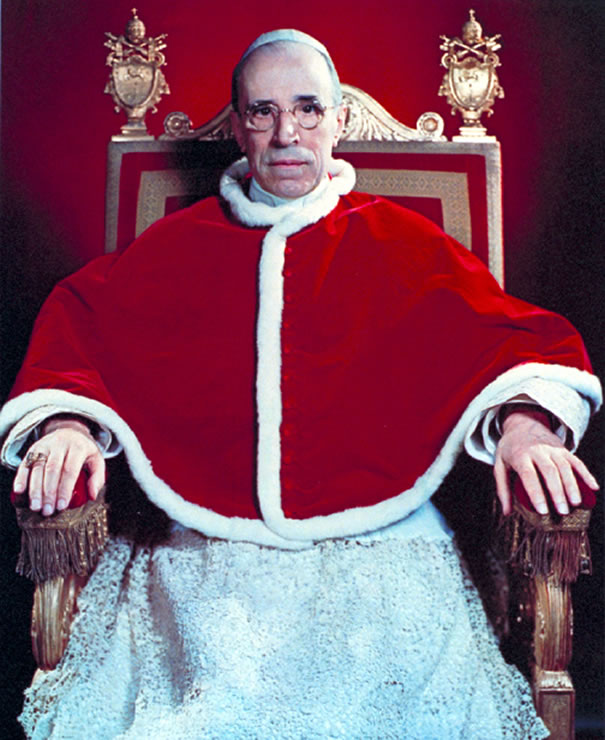
Papa Pio XII, fotografia di Yousuf Karsh (1949)

Dopo la morte del cardinale Luigi Maglione (1944) e di Lorenzo Lauri (1941), Pio XII non aveva nominato nessun nuovo segretario di Stato né un cardinale camerlengo. Si avvalse per anni unicamente del supporto dei due pro-segretari di Stato Giovanni Battista Montini e Domenico Tardini. A quest'ultimo rivolse una perentoria affermazione: «Non voglio collaboratori ma esecutori!».
A guerra finita, si schierò con determinazione a favore della Democrazia Cristiana. Tale fu il contenuto di due articoli de L'Osservatore Romano, in data 2 gennaio e 6 maggio 1945, nei quali si affermava che solo la DC aveva titolo per rappresentare i cattolici nella politica italiana; in essi, infatti, si sconfessava il partito della Sinistra Cristiana, dove erano confluiti i cosiddetti "cattolici comunisti", tanto che dopo pochi mesi (7 dicembre 1945) tale partito si sciolse.
Il 18 febbraio 1946 tenne il suo primo concistoro per la creazione di nuovi cardinali: per la prima volta dopo secoli, il numero di cardinali italiani risultò inferiore a quello dei cardinali non italiani. Tra essi, il primo cardinale cinese, Thomas Tien Ken-sin. Con la bolla Quotidie Nos dell'11 aprile 1946 definì la gerarchia ecclesiastica della Chiesa cattolica in Cina, la quale era oggetto della persecuzione da parte del regime comunista nato dalla rivoluzione cinese.
Nell'ambito del dibattito istituzionale tra monarchia e repubblica, la Chiesa fu ufficialmente neutrale. Per tale motivo, Pacelli si era opposto, nell'ottobre 1945, al ritorno in Italia di don Luigi Sturzo, notoriamente repubblicano. Se Sturzo si fosse pubblicamente espresso per la repubblica, ciò avrebbe avuto come possibile conseguenza la spaccatura della Democrazia Cristiana in due partiti: uno repubblicano e uno monarchico. La stessa posizione della DC fu ambivalente. Infatti il suo leader Alcide De Gasperi, benché il I congresso del partito (24-28 aprile 1946) si fosse espresso a maggioranza per la scelta repubblicana, lasciò agli elettori democristiani libertà di coscienza. Nei fatti, almeno due terzi degli oltre dieci milioni di elettori democristiani del 1946 votarono per la monarchia.
Nel dopoguerra dovette fronteggiare la nascita della guerra fredda e della divisione del mondo in due blocchi contrapposti. Il Papa si schierò decisamente contro il comunismo, di cui fu un fermo oppositore. Nelle elezioni politiche in Italia del 1948 appoggiò con slancio la Democrazia Cristiana, favorendone la schiacciante vittoria.
In occasione della vigilia di Natale del 1948, Pio XII pronunciò un discorso rivolto alle componenti neutraliste di questo partito, onde evitare una loro paradossale convergenza con partiti social-comunisti relativamente al coinvolgimento dell'Italia nell'Alleanza Atlantica: «Un popolo minacciato o già vittima di una ingiusta aggressione, se vuole pensare ed agire cristianamente, non può rimanere in una indifferenza passiva; tanto più la solidarietà della famiglia dei popoli interdice agli altri di comportarsi come semplici spettatori in un atteggiamento d'impassibile neutralità».
Nel 1949, con un atto clamoroso a livello mondiale, scomunicò i cristiani che si dichiaravano comunisti e, in seguito alle persecuzioni dei cristiani nell'Europa dell'Est, i capi di governo a essi riferiti. Cercò di attivare contatti e di salvare i cattolici dalle deportazioni nei gulag sovietici, pur senza riuscirci.
Nello stesso anno, dimostrò un certo interesse alle opere di carità - ricevette in visita il sacerdote Giulio Facibeni, noto per aver fondato l'Opera della Divina Provvidenza Madonnina del Grappa - e concesse "pro gratia" la laicizzazione a don Zeno Saltini, fondatore della comunità di Nomadelfia.

#### Ruolo della donna: diritti e doveri
Nel 1945 il papa pronunciò un articolato discorso alle associazioni cattoliche in cui ribadì il ruolo della donna di tutela del focolare domestico, insieme al dovere di partecipare alla vita pubblica in funzione di questo obiettivo, supportando sotto questa condizione il suffragio femminile: 
Viene anche ribadito che tra queste "forze ostili" al focolare vi sono, oltre al comunismo, quelle del capitalismo:

### L'Anno Santo del 1950

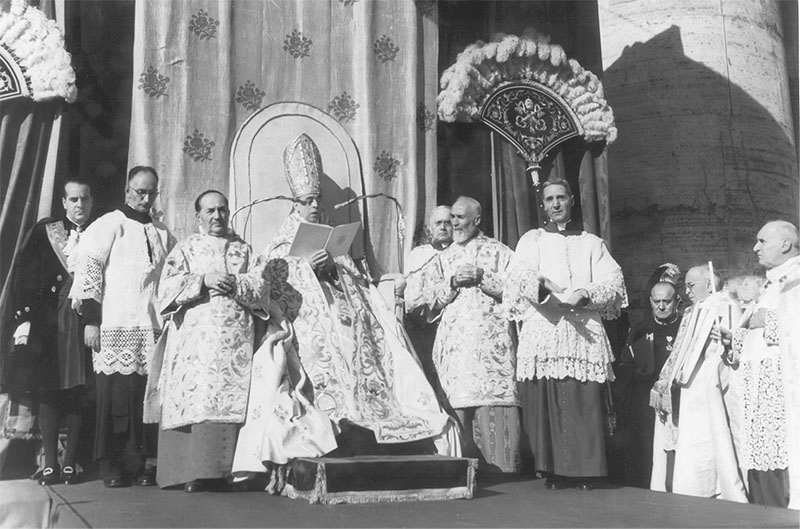
Pio XII proclama la definizione dogmatica dell'Assunzione di Maria il 1º novembre 1950

Negli anni successivi, anche per il suo carattere schivo e introverso, Pio XII ridusse all'osso l'organizzazione della Curia romana. Tuttavia fu un papa particolarmente amato dalla gente. Grazie alla conoscenza di numerose lingue, infatti, fu uno dei primi a rivolgersi in lingua straniera ai pellegrini che venivano a Roma. In un mondo ancora segnato dalle ferite della guerra, intuì che, più che un papa politico, la gente aveva bisogno di una guida verso la pace.
Su iniziativa del cardinale Ernesto Ruffini e di monsignor Alfredo Ottaviani, prese inizialmente in considerazione l'ipotesi di convocare un concilio ecumenico. Nominò un'apposita commissione che si riunì in tutta segretezza senza giungere ad alcuna conclusione sulle prerogative da attribuire al sacro consesso.
Con questi intenti di pace Pio XII proclamò il Giubileo del 1950, cui molti si dichiararono contrari. In tanti sostenevano che l'Italia, ancora distrutta dalla guerra, non fosse in grado di reggere una manifestazione di respiro mondiale. Invece il Giubileo, con il suo messaggio di riconciliazione e di speranza, fu un vero trionfo, con oltre un milione e mezzo di pellegrini e, tra l'altro, contribuì a far conoscere le bellezze italiane all'estero, favorendo i primi boom turistici.
Durante il Giubileo, con la bolla Munificentissimus Deus, proclamò il dogma dell'Assunzione di Maria, il 1º novembre, ricorrendo per l'unica volta in tutto il Novecento all'infallibilità papale. Il papa poi scrisse che il giorno precedente la proclamazione del dogma e per altre tre volte, mentre passeggiava nei Giardini Vaticani avrebbe assistito stupefatto a un fenomeno simile a quello del "miracolo del sole", narrato dai presenti alle apparizioni della Madonna di Fátima, nel 1917.. Inoltre, venendo incontro alle numerose richieste dei fedeli, canonizzò la beata Maria Goretti, sebbene fossero passati solo due anni dalla sua beatificazione.

Nel 1950, nell'enciclica Humani Generis, Pio XII affermò la compatibilità tra fede cattolica ed evoluzionismo, nondimeno considerando l'evoluzione una teoria scientifica e non una realtà già dimostrata, e la necessità di doverose ulteriori chiarificazioni concettuali. Fu il primo papa ad ammettere ricerche sull'evoluzionismo applicato al corpo umano, invocando comunque prudenza nel trattare tale questione: 
(Enciclica Humani generis)

### Gli anni cinquanta

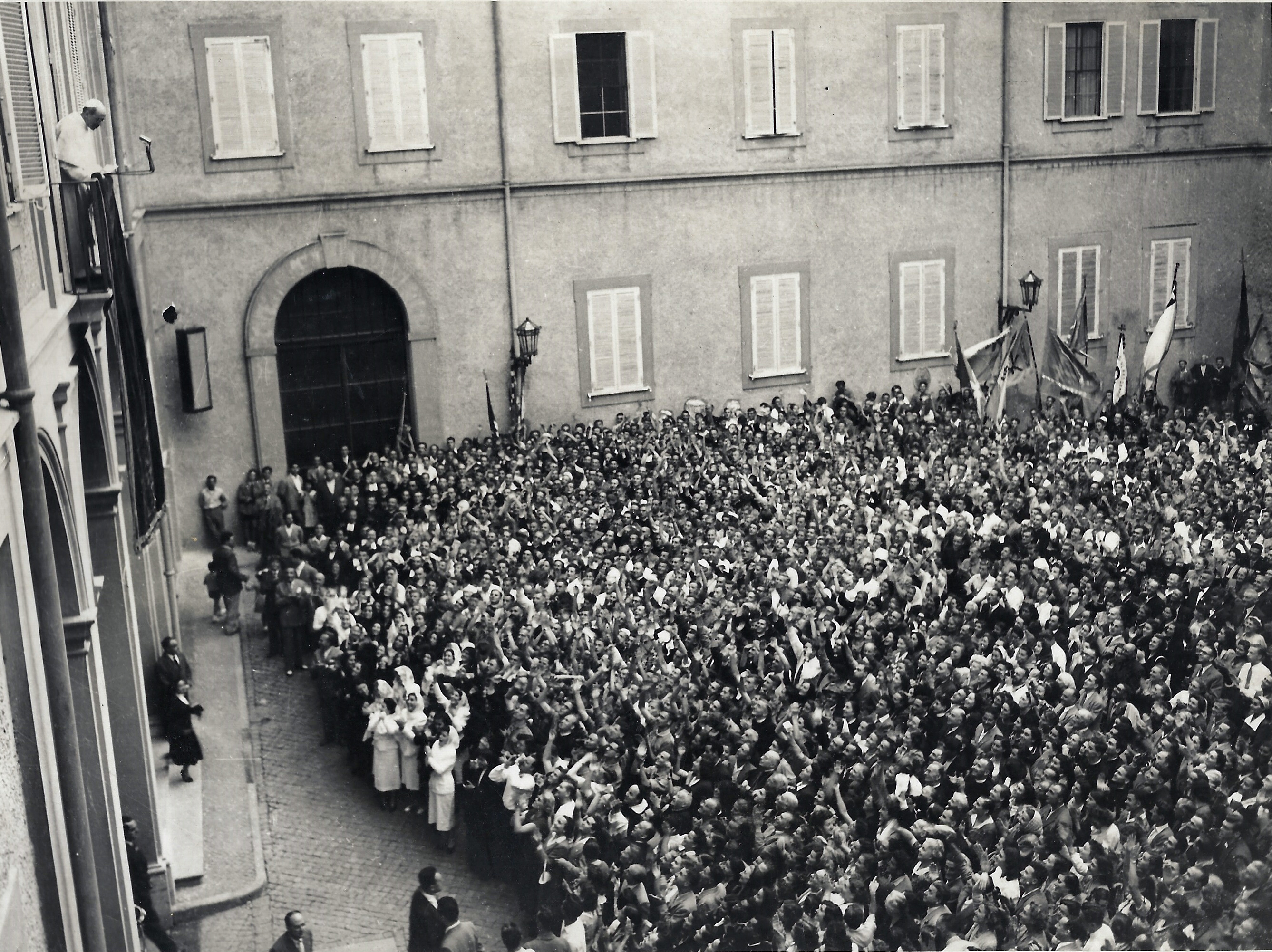
Papa Pio XII riceve in udienza diverse centinaia di ragazzi dell'Azione cattolica fiamminga (KSA) nella residenza estiva di Castelgandolfo nel 1950

Nel 1951, in un discorso alle ostetriche, offrì delle considerazioni contro i tentativi di procurare la sterilità nell'atto coniugale, ma ammise la liceità dei rapporti sessuali non finalizzati alla procreazione scegliendo per essi il periodo di sterilità naturale della donna. Inoltre, in molti discorsi ai giovani sposi, rilanciò il ruolo della famiglia e del matrimonio e indicò la Sacra Famiglia come modello di santità per le famiglie.
Venendo incontro alle richieste del mondo moderno autorizzò diversi provvedimenti, preludio delle riforme del Concilio Vaticano II. Permise la celebrazione della messa nelle ore serali, apportò modifiche alla traduzione dei salmi nel breviario dei sacerdoti, riorganizzò la pratica del digiuno eucaristico riducendolo a tre ore per i cibi solidi, a un'ora per le bevande non alcoliche ed eliminandolo del tutto per l'acqua e i medicinali.

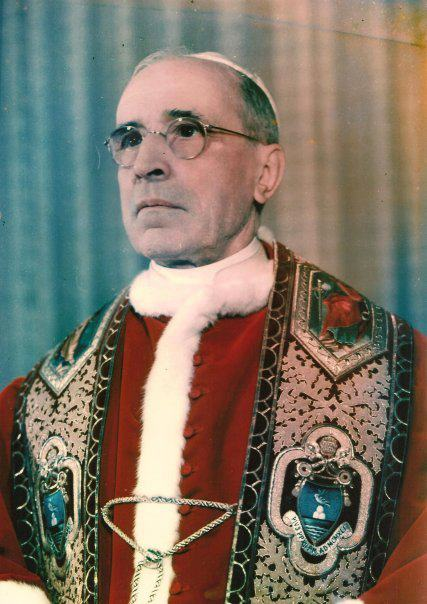
Pio XII nel 1953

Consapevole dei benefici apportati dal progresso, ma anche dei pericoli insiti in esso, aggravati dall'instabilità della situazione internazionale dovuta alla guerra fredda, Pio XII era convinto che la vera pace avrebbe potuto scaturire solo da un nuovo ordine cristiano del mondo. Un tale ordine gli sembrava minacciato dalla perdita del senso di responsabilità individuale, schiacciato dalla massificazione sociale, in cui ognuno era come diventato una semplice ruota di organismi privi di consapevolezza, e in cui la libertà risultava dunque svuotata: 
(Radiomessaggio di Pio XII, Natale 1951)
Nel 1952, per il timore che la "Città Eterna" potesse essere amministrata da un sindaco comunista, il Vaticano avallò per le elezioni amministrative del comune di Roma un'iniziativa di candidare don Luigi Sturzo a sindaco con un'alleanza elettorale tra la Democrazia Cristiana, il Movimento Sociale Italiano e il Partito Nazionale Monarchico. Tale proposta venne avanzata dall'area curiale del cosiddetto partito romano, guidato da monsignor Roberto Ronca, arcivescovo di Lepanto e rettore del santuario di Pompei. De Gasperi si oppose nettamente a questa ipotesi per motivi morali e per il suo passato antifascista, e anche per sostenere la sua visione laica dello Stato. 
Il presidente del Consiglio seppe resistere sulle sue posizioni sino a quando papa Pio XII – che aveva persino mandato da lui il famoso predicatore Riccardo Lombardi, nell'intento di persuaderlo – si arrese di fronte all'impraticabilità della proposta. Di lì a poco, tuttavia, Pio XII non ricevette in Vaticano De Gasperi in occasione del trentennale delle sue nozze con Francesca Romani. De Gasperi ne fu molto amareggiato e rispose ufficialmente all'ambasciatore Mameli che gli aveva comunicato il rifiuto:
Nello stesso anno procedette alla consacrazione della Russia al Cuore Immacolato di Maria, a seguito delle ulteriori richieste di suor Lúcia dos Santos.

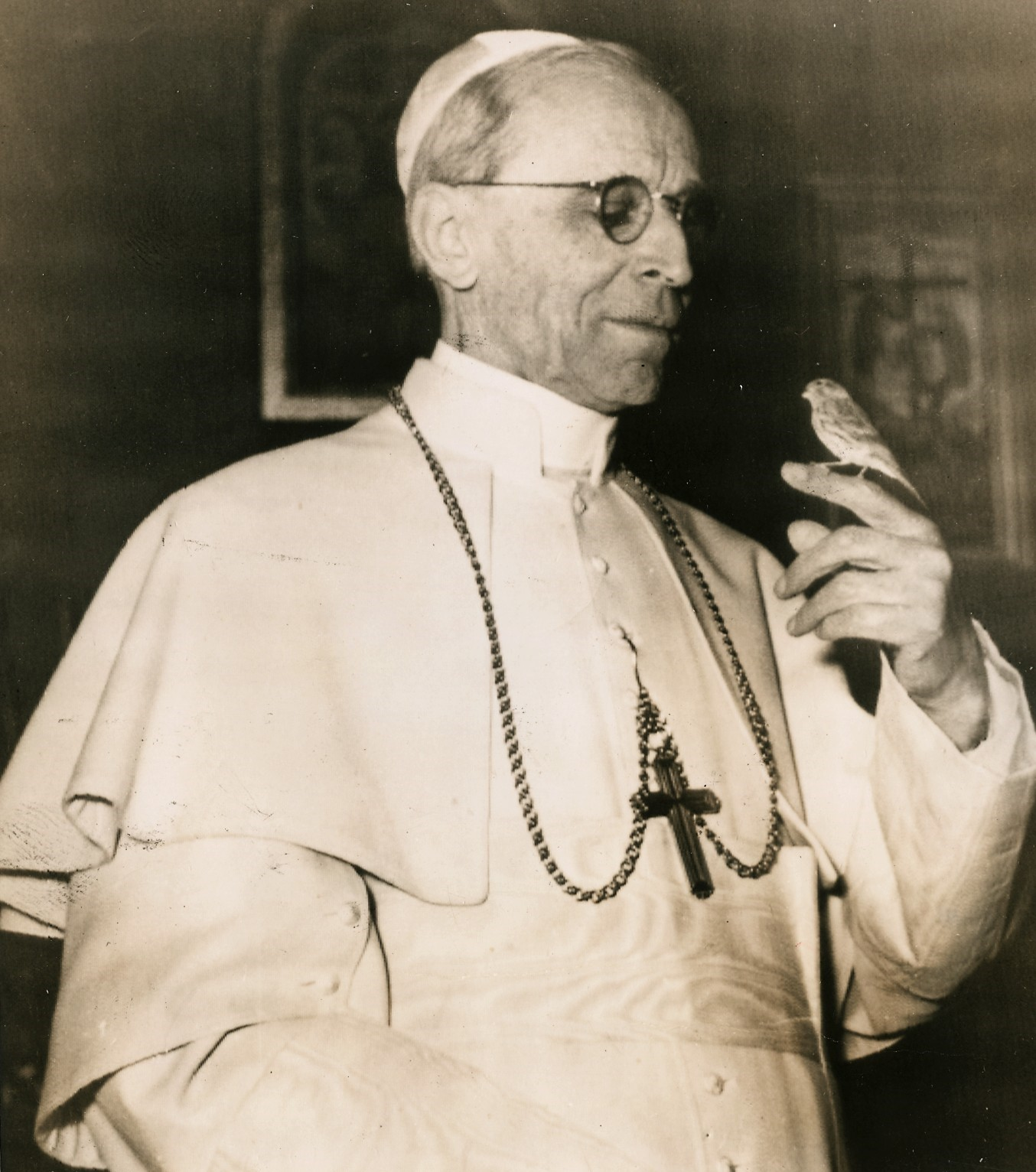
Pio XII con un cardellino sulla mano

Il 12 gennaio 1953 tenne il suo secondo e ultimo concistoro per la creazione di nuovi cardinali. Non ve ne furono altri per gli oltre cinque anni che lo separarono della sua scomparsa. Impose la porpora a due prelati "tradizionalisti" quali Giuseppe Siri e Alfredo Ottaviani ma non ai due pro-segretari di Stato Domenico Tardini e Giovanni Battista Montini, che risultarono di fatto esclusi da una possibile successione. Inoltre, nel 1954, Montini fu nominato arcivescovo di Milano e, di conseguenza, estromesso dalla Segreteria di Stato e allontanato dalla Curia romana. La straordinaria personalità del Papa volle così evitare il formarsi di una linea alternativa alla sua visione monolitica della Chiesa. Tutto ciò non bastò perché non gli succedesse un pontificato oggettivamente differente, quello del futuro Giovanni XXIII, che lui creò cardinale proprio nell'ultimo concistoro.
Il 27 agosto 1953 fu sottoscritto dal pro-segretario monsignor Tardini il concordato con la Spagna di Francisco Franco. Con l'enciclica Ad Sinarum Gentem, il 7 ottobre 1954, Pio XII si rivolse ai cattolici cinesi esortandoli a sopportare ogni persecuzione per rimanere fedeli alla legge divina.
Già all'inizio del 1954 una malattia l'aveva portato in fin di vita, ma sopravvisse. Secondo alcune testimonianze, il 2 dicembre di quell'anno, alle prime ore del mattino, avrebbe avuto un'apparizione di Cristo, accanto al suo letto, che lo avrebbe miracolosamente guarito; credendo che il redentore fosse venuto per accoglierlo in Paradiso, gli disse: "Jube me venire ad Te! (Fa' che io venga a Te!)", ma l'apparizione scomparve subito dopo senza aver detto alcunché. L'Osservatore Romano scrisse poi che il papa, «... il giorno prima, aveva sentito una voce chiarissima annunziare distintamente: "Verrà una visione"; e in quel mattino, mentre ripeteva l'invocazione della preghiera Anima Christi: In hora mortis meae voca me (Nell'ora della mia morte chiamami), il Signore era venuto ed aveva sostato presso di lui».
Da questo giorno, Pio XII migliorò in salute ed allora pensò che Cristo fosse venuto solo per guarirlo.
In seguito rivolse la sua attenzione anche alle vicende dei cattolici ungheresi, colpiti dalla repressione militare successiva alla rivoluzione del 1956. Ai fatti dell'Ungheria dedicò, infatti, tre encicliche: la Luctuosissimi Eventus, la Laetamur Admodum e la Datis Nuperrime. Inoltre, nella primavera del 1957, su richiesta dell'interessato, accordò a padre Pio da Pietrelcina la dispensa dal voto di povertà, affinché si occupasse dell'appena inaugurata Casa Sollievo della Sofferenza anche sotto il profilo gestionale.
La salute di Pio XII si aggravò durante la fine del decennio: fu afflitto per molto tempo da un singhiozzo continuo, dovuto forse a una gastrite. Tra i suoi ultimi atti ufficiali, l'enciclica Fidei donum (1957) con la quale invitò la Chiesa intera a riprendere lo slancio missionario soprattutto condividendo i sacerdoti con le giovani chiese. Il 3 maggio dello stesso anno, emanò un significativo breve apostolico, con il quale nominò il martire san Sebastiano, patrono dei vigili urbani: «Che in Italia sono preposti al mantenimento dell'ordine pubblico».

### La morte

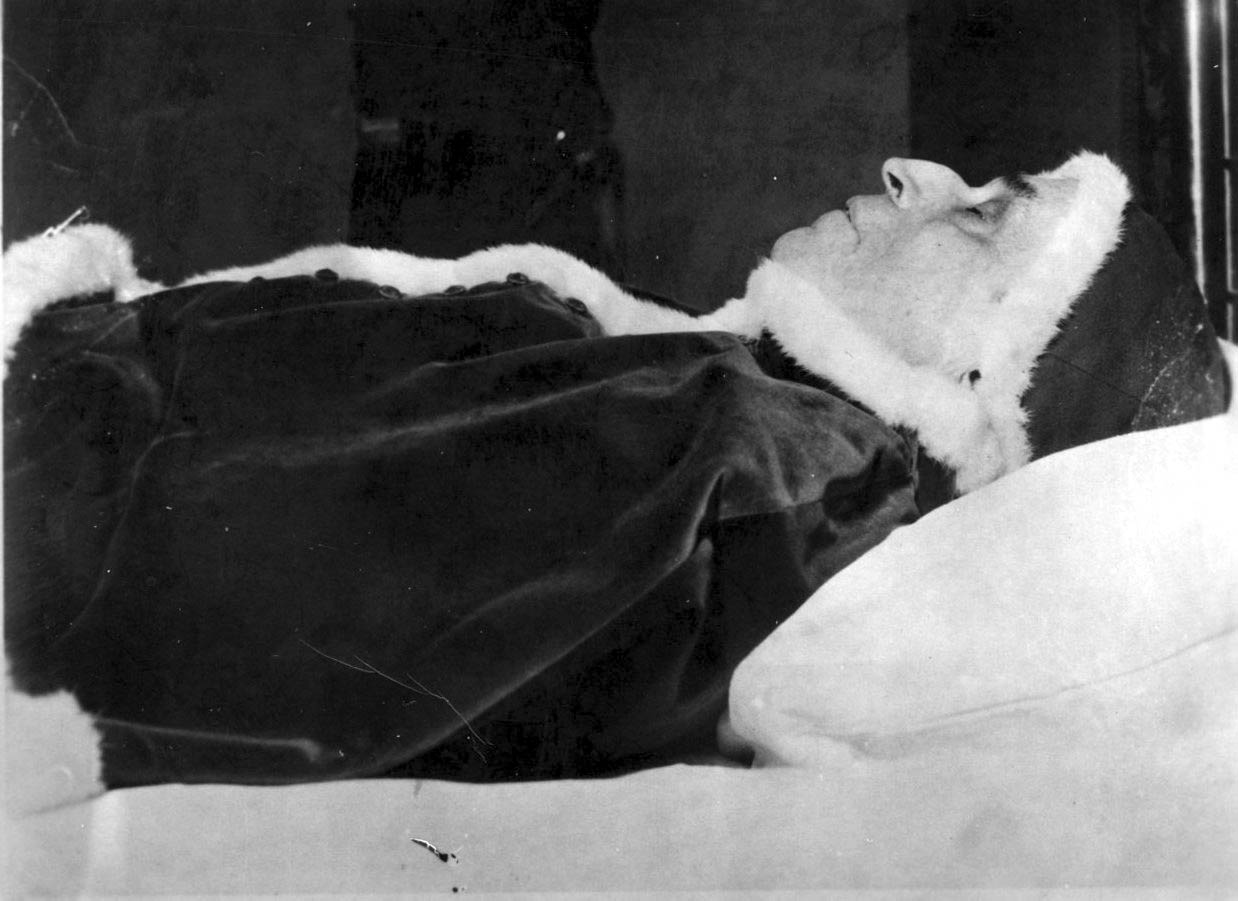
La salma di Pio XII appena composta

Nell'autunno del 1958 la salute di Pio XII iniziò a declinare: il pontefice si trasferì quindi al Palazzo Pontificio di Castel Gandolfo per osservare un periodo di riposo.
La mattina del 5 ottobre, dopo aver celebrato come di consueto la messa alla presenza di collaboratori e familiari, diede udienza ad un folto stuolo di notai; concluso l'impegno, pur sentendosi già affaticato e respirando con difficoltà per via di un acuto singhiozzo, officiò comunque l'orazione mariana di mezzogiorno. Sul calare della sera non rinunciò ad affacciarsi alla finestra del cortile interno del palazzo per impartire la benedizione apostolica ai fedeli che vi si trovavano.
A tarda notte fu colto da un'ischemia che lo fece sprofondare in stato comatoso, sicché gli venne amministrata l'estrema unzione: la notizia circolò rapidamente e già prima del mattino seguente una grande folla si assiepò a Castel Gandolfo.
In questo frangente l'archiatra Riccardo Galeazzi Lisi scattò segretamente al papa (semincosciente e intubato) una ventina di fotografie, vendendole poi al rotocalco Paris Match.
Tra il pomeriggio del 6 ottobre e la mattina del 7 il pontefice riprese conoscenza e lucidità: si levò dal letto e trascorse la giornata in preghiera e ascoltando musica. Fu però solo una parentesi: già il mattino dell'8 sopraggiunse una crisi cardio-circolatoria più acuta e alle ore 11:11 un dispaccio d'agenzia annunciò la morte del papa. La notizia venne prontamente divulgata da alcuni giornali in edizione straordinaria, ma a stretto giro la Santa Sede provvide a smentirla: l'equivoco si era originato dacché alcuni giornalisti si erano messi d'accordo col dottor Galeazzi Lisi, il quale aveva promesso loro di annunciare il decesso del papa "in anteprima" agitando un fazzoletto da dietro una finestra del palazzo pontificio. Una suora della famiglia pontificia, all'oscuro di tale patto, aveva però tratto in inganno gli astanti aprendo anzitempo l'anta della finestra prescelta.
L'agonia di Pio XII in realtà durò ancora per circa 16 ore ulteriori, terminando alle ore 3:52 del 9 ottobre.
Al mattino fu ancora Galeazzi Lisi a praticare sulla salma (preventivamente lavata e poi rivestita - secondo le indicazioni lasciate da Pacelli - dalle suore che lo accudivano) l'imbalsamazione secondo un metodo da lui stesso brevettato, consistente nell'avvolgimento del corpo entro alcuni strati di cellophane insieme con una miscela di erbe aromatiche, spezie e prodotti naturali, a suo dire analoghi a quelli usati sui resti di Gesù Cristo prima della deposizione nel Santo Sepolcro. Tale metodo si rivelò però fallimentare, poiché non solo non riuscì a preservare la salma ma anzi ne accelerò la decomposizione: nel giro di poche ore incominciò a tumefarsi e sprigionare miasmi tali da provocare lo svenimento di alcune guardie del picchetto d'onore incaricate di vegliarlo in attesa del trasferimento a Roma.
La salma venne traslata in Vaticano su un comune carro funebre motorizzato fornito dal comune di Roma, addobbato con una sorta di baldacchino (quattro putti agli angoli del cassone che reggevano drappi bianchi legati a un triregno posto centralmente): il mezzo era stato messo a disposizione dal municipio in sostituzione della carrozza funebre con cavalli bianchi richiesta dalla Santa Sede, che era risultata irreperibile. L'automezzo venne accompagnato in corteo dalle Forze dell'ordine italiane in alta uniforme: lungo il percorso, che attraversò tutte le principali vie di Roma, si assiepò un folto pubblico.

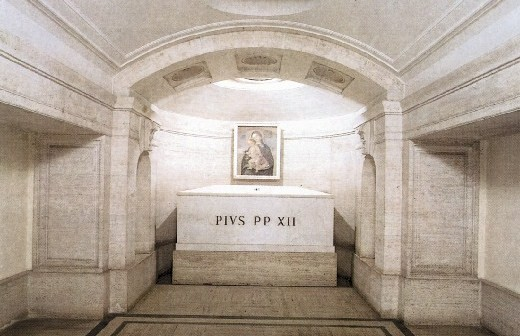
Sepolcro di Pio XII nelle Grotte Vaticane

Condotte nella Basilica di San Pietro, le spoglie vennero offerte per nove giorni su un alto palco (per la prima volta non eretto nella cappella del Santissimo Sacramento ma nella navata centrale, davanti all'altare maggiore, inaugurando una prassi che sarà seguita per tutti i pontefici successivi) all'omaggio dei fedeli. Già la notte successiva alla traslazione, preso atto dei veloci fenomeni cadaverici che stavano interessando la salma, la Santa Sede convocò un gruppo di medici legali esperti nel campo dell'imbalsamazione, incaricati di eseguire un nuovo trattamento conservativo con ovatta e formalina che perlomeno rallentasse il decadimento organico. Il nuovo intervento non poté tuttavia risolvere una situazione ormai compromessa, sicché si optò per posare sul volto del papa, già sfigurato, una maschera di cera miscelata a composti alcalini, che venne successivamente fusa in argento dalla Fonderia Artistica Ferdinando Marinelli.
Conclusa l'ostensione e celebrate le esequie, la salma di Pio XII venne deposta in un sarcofago lapideo nelle Grotte Vaticane, vicino alla tomba di Pietro (il cui sito esatto era stato individuato proprio sotto il suo pontificato). Pio XII fu l'ultimo papa a essere onorato con l'erezione, durante i novendiali, del cosiddetto "tumulo" (un catafalco di forma piramidale coperto di drappi neri e adornato da molti ceri votivi) dinnanzi all'altare maggiore di San Pietro: i successori Giovanni XXIII (che nelle sue memorie criticò aspramente le modalità di ostensione della salma) e Paolo VI infatti disposero per iscritto di non servirsi di tale simulacro, che cadde quindi in disuso.

### Il presunto silenzio sull'Olocausto

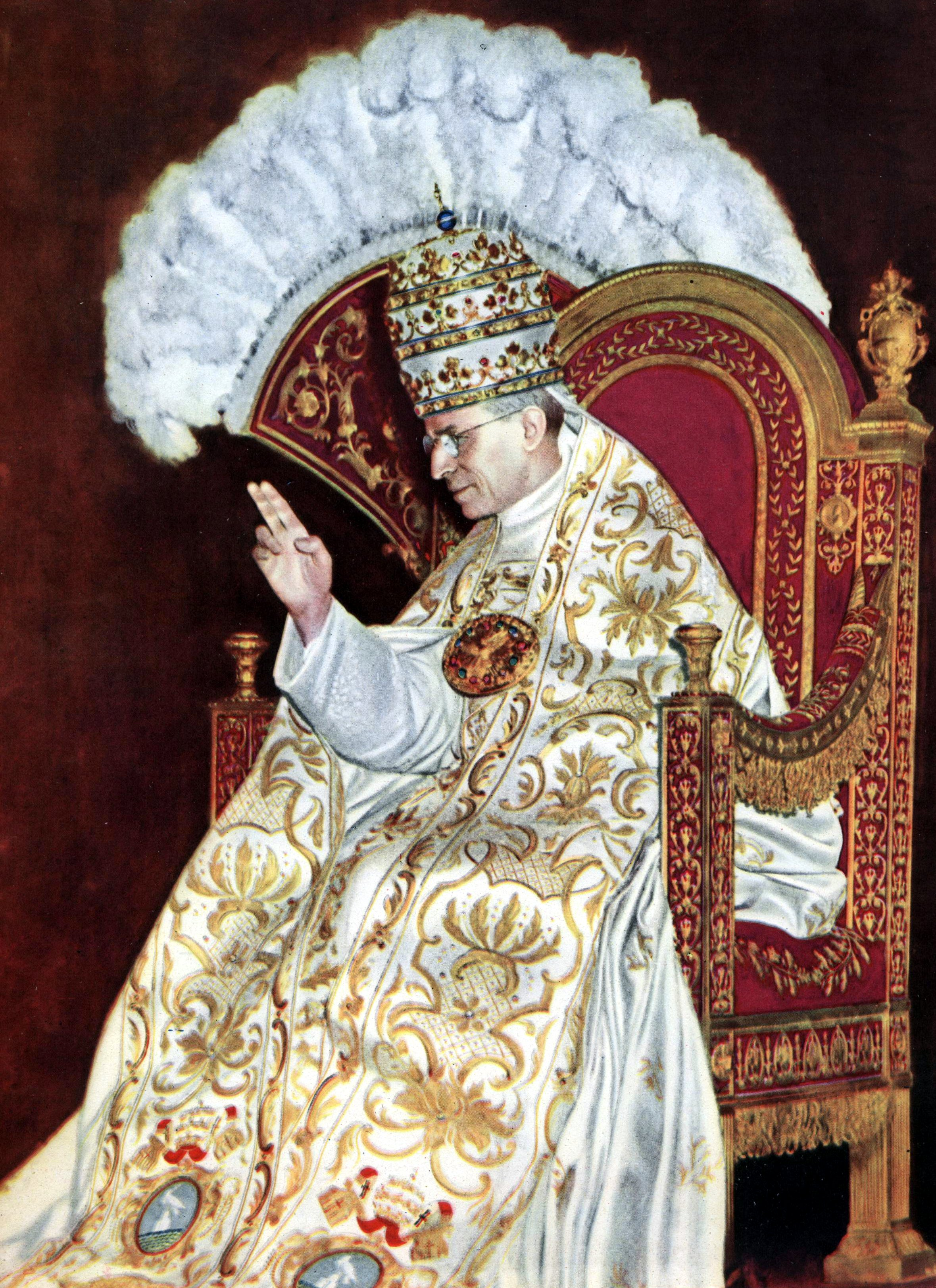
Papa Pio XII sulla sedia gestatoria, nel 1949

Nel 1963 la rappresentazione a Berlino della pièce teatrale Il Vicario ha segnato il culmine della polemica nei confronti di Pio XII, accusato di non essersi adeguatamente adoperato nella difesa degli ebrei durante la seconda guerra mondiale, fino al punto di essere definito "Il papa di Hitler".
L'accusa sarebbe quella per cui avrebbe mantenuto il silenzio circa lo sterminio degli ebrei, fatto di cui era a conoscenza, essendone stato informato più volte e da più fonti. Afferma lo storico Giovanni Miccoli: «Non vi è dubbio che il Vaticano fu ben presto consapevole del salto di qualità che la persecuzione antiebraica aveva compiuto con lo scoppio della guerra». Per quanto riguarda la “soluzione finale della questione ebraica”, numerose sono le attestazioni che la Santa Sede ne fu via via largamente informata con sufficiente precisione. Ad esempio il 12 maggio 1942 don Pirro Scavizzi scriveva a Pio XII che: «La lotta antiebraica è implacabile e va sempre più aggravandosi, con deportazioni ed esecuzioni anche in massa. La strage degli ebrei in Ucraina è ormai al completo. In Polonia e in Germania la si vuole portare ugualmente al completo, col sistema delle uccisioni di massa». Il 29 agosto 1942 monsignor Andrej Szeptycki confermava la gravità delle notizie: «Non passa giorno senza che si commettano i crimini più orrendi. [...] Gli ebrei ne sono le prime vittime. Il numero degli ebrei uccisi nel nostro piccolo paese ha certamente superato i 200.000. Man mano che l'esercito avanza verso est, il numero delle vittime cresceva. A Kiev, in pochi giorni, vi è stata l'esecuzione di circa 130.000 uomini, donne e bambini. Tutte le piccole città dell'Ucraina sono state testimoni di analoghi massacri, e tutto ciò dura da un anno».
Il 18 settembre 1942, monsignor Giovanni Battista Montini, all'epoca impegnato nell'Ufficio informazioni del Vaticano, scriveva: «I massacri degli ebrei hanno raggiunto proporzioni e forme esecrande e spaventose. Incredibili eccidi sono operati ogni giorno; pare che per la metà di ottobre si vogliono vuotare interi ghetti di centinaia di migliaia di infelici languenti». Il 3 ottobre 1942 l'ambasciatore polacco presso la Santa Sede riferì che in tutta la Polonia gli ebrei venivano deportati in campi di concentramento per poi essere uccisi; nel dicembre 1942 il ministro britannico presso la Santa Sede, Francis D'Arcy Osborne, ebbe un'udienza con Pio XII in cui consegnò al pontefice un rapporto redatto da inglesi, statunitensi e sovietici sull'estrema povertà degli ebrei e sul loro sterminio sistematico; e così via. Infine, Pio XII non sottoscrisse la dichiarazione degli Alleati del 17 dicembre 1942 in cui si condannava il massacro degli ebrei. Si fa notare che, a tale data, tra gli Alleati c'era anche l'Unione Sovietica.
Nei confronti del nazismo, Pacelli ritenne perseguibile seguire la via della negoziazione diplomatica convinto che una denuncia ufficiale dell'olocausto non avrebbe giovato agli stessi ebrei e avrebbe solo esteso la persecuzione nazista a un numero ancora maggiore di cattolici. Secondo lo storico Rodney Stark, però, Pacelli dette prova di essere contro il razzismo non solo durante ma anche prima del suo pontificato. Ne sono esempi una lettera inviata all'arcivescovo di Colonia nel 1935, un'omelia nel 1937 e un articolo del titolo del New York Times del 20 ottobre 1939, titolato: "Il papa condanna dittatori, violatori di trattati e razzismo".
Per quanto riguarda, nello specifico, il rastrellamento del ghetto di Roma, lo storico e ricercatore Michael Hesemann, rappresentante per la Germania della Pave the Way Foundation, ha rinvenuto alcuni documenti negli archivi della chiesa di Santa Maria dell'Anima, la chiesa nazionale della Germania a Roma. Secondo Gary Krupp, presidente della fondazione Pave the Way, tali documenti attesterebbero le azioni intraprese dietro le quinte da Pio XII a partire dalle 14:00 del giorno del rastrellamento degli ebrei romani, già iniziato alle prime ore dell'alba.
Secondo Krupp: «La mattina del 16 ottobre 1943, quando il Papa seppe dell'arresto degli ebrei, ordinò immediatamente una protesta ufficiale vaticana all'ambasciatore tedesco, che sapeva avrebbe avuto senz'altro esito». In realtà il pontefice inviò suo nipote, Carlo Pacelli, dal vescovo austriaco Alois Hudal, rettore del Collegio teutonico di Santa Maria dell'Anima, che era secondo alcuni cordiale con i nazisti e aveva buone relazioni con loro. «Il principe Pacelli disse a Hudal che era stato inviato dal Papa, e che Hudal doveva scrivere una lettera al governatore tedesco di Roma, il generale Stahel, per chiedere di fermare gli arresti», racconta Krupp. Formalmente, peraltro, la lettera di un esponente della chiesa tedesca e non proveniente dai massimi gradi della gerarchia vaticana (il Papa, il Segretario di Stato o, al limite, il nunzio apostolico in Germania), non rappresenta una "protesta ufficiale".
Nella lettera del vescovo Hudal al generale Stahel si leggeva: «Proprio ora, un'alta fonte vaticana [...] mi ha riferito che questa mattina è iniziato l'arresto degli ebrei di nazionalità italiana. Nell'interesse di un dialogo pacifico tra il Vaticano e il comando militare tedesco, le chiedo urgentemente di dare ordine di fermare immediatamente questi arresti a Roma e nella zona circostante. La reputazione della Germania nei Paesi stranieri richiede una misura di questo tipo, e anche il pericolo che il Papa protesti apertamente». Hudal, quindi, chiedeva la "non reiterazione" di altri arresti senza entrare nel merito della sorte dei rastrellati nel ghetto e già arrestati. Solo in caso di nuovi arresti ci sarebbe stata la protesta del Papa. La mattina dopo, il generale disse di aver girato la questione alla Gestapo locale e a Himmler personalmente. «Himmler - avrebbe detto al telefono - ha ordinato che, considerato lo status speciale di Roma, gli arresti siano fermati immediatamente». Di conseguenza, non vi fu nessuna protesta ufficiale del Papa per le deportazioni già avviate.
Diverse furono invece le testimonianze di rifugiati nei conventi romani, cui Pio XII chiese di interrompere in maniera straordinaria anche la clausura, pur di nascondere ebrei e perseguitati politici. Il Papa stesso offrì rifugio a numerosi ebrei nei palazzi del Vaticano e nelle chiese e scuole cattoliche romane.
Lo storico irlandese Eamon Duffy, docente di Storia del Cristianesimo presso l'Università di Cambridge, ha scritto: «Mentre le pressioni sulla comunità ebraica aumentavano, (Pio XII) ordinò l'apertura degli istituti religiosi di Roma come luoghi di rifugio: 5.000 ebrei furono ospitati in essi e nel Vaticano stesso. Dopo la guerra, il rabbino capo di Roma (Eugenio Zolli) diventò cattolico, facendosi battezzare col nome di Eugenio».
Secondo uno studio del ricercatore Dominiek Oversteyns fondato sulle fonti primarie, ossia sulle sole testimonianze degli ebrei romani e dei loro salvatori, prima dell'inizio del rastrellamento, alle ore 04:59 del 16 ottobre 1943 a Roma erano presenti 8.207 ebrei (8.000 ebrei romani e 207 ebrei stranieri). 
Il 16 ottobre 1943 furono arrestati 1.030 di questi ebrei (1.029 ebrei romani ed un ebreo straniero) e poi deportati ad Auschwitz il 18 ottobre 1943 con partenza alle ore 14:00 dalla stazione Tiburtina di Roma.
Il 4 giugno 1944 alle ore 23:59 avrebbero dovuto essere presenti a Roma 9.975 ebrei (8.000 ebrei romani e 1.975 ebrei stranieri). Di questi, 6.381 (4.590 ebrei romani e 1.791 ebrei stranieri), il 64% di tutti gli ebrei presenti a Roma, erano stati aiutati e salvati da papa Pio XII durante gli otto mesi di dura persecuzione nazista. In breve si può dire che di questi 9.975 ebrei durante gli otto mesi di persecuzione, 1.697 ebrei furono uccisi, 4.205 ebrei sopravvissero in 235 conventi romani, 1.680 ebrei sopravvissero sotto la protezione di DELASEM in collaborazione con il Vaticano, 160 ebrei sopravvissero in Vaticano e nelle sue 26 sedi extraterritoriali, 1.324 ebrei sopravvissero in case private di amici e 495 ebrei sopravvissero nei villaggi intorno a Roma.
Per quanto riguarda il resto d'Europa, stime indipendenti e documentate da numerose testimonianze attestano che molti esponenti della Chiesa cattolica (sacerdoti, frati, suore, laici) si attivarono per contrastare il genocidio ebraico, affrontando notevoli rischi e spesso pagando anche con il sangue. Una stima imprecisa valuterebbe che circa seicentomila ebrei siano stati salvati dall'Olocausto, un numero superiore a quello ottenuto da tutte le organizzazioni umanitarie e altre chiese cristiane messe insieme. Del resto, anche i futuri papi Roncalli, Luciani e Wojtyła salvarono e nascosero ai tedeschi gruppi e famiglie ebree.

#### Evoluzione della questione
Col passare dei decenni i rapporti tra Israele e la figura storica di Pio XII si sono rasserenati, grazie a varie recenti analisi storiche. Non è un caso che quest'opera imponente di carità sia riconosciuta dagli ebrei stessi. Ma già il 10 ottobre 1958, in seguito alla morte del Papa, Golda Meir, ministro degli Esteri dello Stato d'Israele, affermò: «Durante il decennio del terrore nazista, il nostro popolo ha subito un martirio terribile. La voce del Papa si è alzata per condannare i persecutori e per invocare pietà per le vittime». Tra le altre, si ricorda il riconoscimento del rabbino capo di Roma Elio Toaff, subito dopo la morte di Pio XII: «Più che in ogni altra occasione, abbiamo avuto l'opportunità di sperimentare la grande compassione e la grande generosità di questo papa durante gli anni della persecuzione e del terrore, quando sembrava non ci fosse per noi più alcuna speranza».
Lo studioso ebraico Pinchas Lapide ha ricordato delle stime per cui tra il 70 e il 90% dei 950 000 ebrei europei sopravvissuti all'olocausto lo devono a iniziative cattoliche, incoraggiate e sostenute dallo stesso Pio XII. Numerose furono le attestazioni di riconoscenza e gratitudine subito dopo la guerra.
Il rabbino di New York, David Gil Dalin, nel corso del Meeting per l'amicizia fra i popoli del 2001, ha dichiarato: «Pio XII lanciò un grido d'allarme pubblicamente e privatamente contro i pericoli del nazismo e, nel corso dell'intera seconda guerra mondiale, si espresse sempre a favore degli ebrei. Quando il Papa apprese delle atrocità commesse dai nazisti in Polonia esortò i vescovi d'Europa a fare tutto quanto in loro potere per salvare gli ebrei, vittime della persecuzione nazista. Nel gennaio del 1940, su istruzione dello stesso Papa, Radio Vaticana e L'Osservatore Romano rivelarono al mondo le terribili atrocità commesse dalla disumana tirannia nazista verso gli ebrei e i cattolici polacchi e affermavano, secondo le parole del Papa, che queste atrocità avevano offeso la coscienza morale dell'uomo».
Alcuni di questi giudizi storici positivi sono derivati da Israele: lo storico israeliano Gary Krupp sostiene infatti che Pio XII, durante e dopo la seconda guerra mondiale, fece «tutto quello che era in suo potere per proteggere e difendere gli ebrei, spingendosi ad affermare che abbia «salvato più ebrei di tutti i leader del mondo messi assieme. E soprattutto, adoperandosi da una città in stato di assedio». A conferma delle sue tesi Krupp ha raccolto circa 76.000 pagine di materiali originali, oltre alle testimonianze oculari e ai contributi di studiosi internazionali di rilievo, che fanno cadere a una a una tutte le leggende nere sul conto di Pacelli. Inoltre, sempre secondo Krupp, «il papa operò in favore dei perseguitati».

## Il processo di beatificazione e canonizzazione

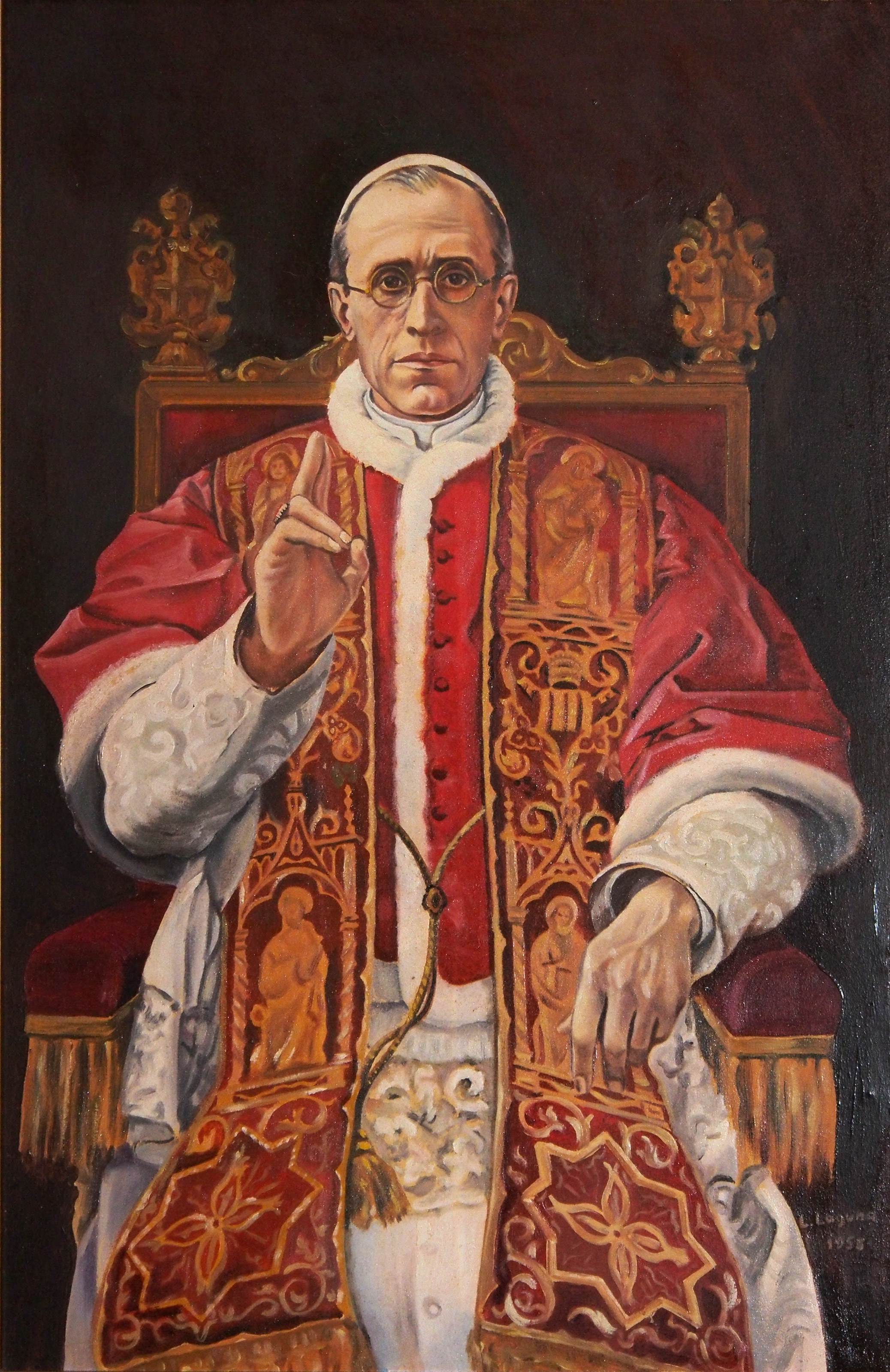
Ritratto di Pio XII, dipinto di Luis Fernández-Laguna (1958)

Il 18 ottobre 1967, nove anni dopo la sua morte, papa Paolo VI ne aprì il relativo processo diocesano per la causa di beatificazione e canonizzazione. La causa per la beatificazione ha sollevato dubbi soprattutto all'interno della comunità ebraica, a motivo del silenzio sullo sterminio degli ebrei, ma anche all'interno della stessa Chiesa cattolica.
Nel 1990, con decreto firmato da papa Giovanni Paolo II, è stato proclamato Servo di Dio.
Il 19 dicembre 2009, con un decreto firmato da papa Benedetto XVI che ne attesta le virtù eroiche, è stato proclamato venerabile.
Critiche in merito sono venute dalle comunità ebraiche. Diversi rabbini hanno parlato di scelta che addolora e riscrive la storia.
Nel viaggio di ritorno dalla Terra Santa, il 26 maggio 2014, papa Francesco ha dichiarato in merito: «La causa di Pio XII è aperta. Io mi sono informato: ancora non c'è nessun miracolo, e se non ci sono miracoli non può andare avanti. È ferma lì. Dobbiamo aspettare la realtà, come va la realtà di quella causa, e poi pensare di prendere delle decisioni. Ma la verità è questa: non c'è nessun miracolo ed è necessario almeno uno per la beatificazione. Questo è come oggi è la causa di Pio XII. E io non posso pensare: “Lo farò beato o no?”, perché il processo è lento. Grazie».
Il lavoro per il processo di canonizzazione è affidato, per decisione di Benedetto XVI, alla Compagnia di Gesù.

## Apertura degli archivi vaticani
Lo Yad Vashem, il museo dell'Olocausto di Gerusalemme, ospita dal 2005 una fotografia di Pio XII, la cui didascalia in calce ne definiva "ambiguo" il comportamento di fronte allo sterminio degli ebrei. A seguito di formale richiesta di modifica di tale didascalia, nel 2006 i responsabili del museo si mostrarono disposti a riesaminare la condotta di Pio XII a condizione che ai propri ricercatori venisse concesso di poter accedere agli archivi storici del Vaticano.
Più recentemente, il nunzio apostolico monsignor Antonio Franco dapprima declinò, poi decise di accettare, l'invito a partecipare alla commemorazione della Shoah tenutasi al museo il 15 aprile 2007. Nell'occasione il direttore del museo stesso, Avner Shalev, promise che avrebbe riconsiderato la maniera in cui Pio XII era descritto nella didascalia. Successivamente il museo israeliano dell'Olocausto si è corretto dando spazio nella didascalia ai difensori di Pio XII. L'effettiva riscrittura della didascalia è stata realizzata nel 2012. Di fatto, ciò appare una riabilitazione della figura del papa presso il popolo ebraico.
In occasione dell'ottantesimo anniversario dell'elezione di Pio XII a Sommo Pontefice, il 4 marzo 2019, papa Francesco ha annunciato la decisione di aprire agli studiosi gli archivi vaticani su Pio XII:
Ho deciso che l'apertura degli Archivi Vaticani per il Pontificato di Pio XII avverrà il 2 marzo 2020, a un anno esatto di distanza dall'ottantesimo anniversario dell'elezione al Soglio di Pietro di Eugenio Pacelli.»
(Papa Francesco, Discorso agli Officiali dell'Archivio Segreto Vaticano, Città del Vaticano, 4 marzo 2019)
A seguito di un lavoro di catalogazione iniziato per volere di Benedetto XVI, i documenti del Papa, della Curia e delle rappresentanze pontificie dal 1939 al 1958 sono stati resi disponibili per la consultazione «gratuita e aperta a studiosi qualificati» a partire dal 2 marzo 2020.
Johan Ickx, direttore dell'archivio storico della sezione “Rapporti con gli Stati” della Segreteria di Stato, ha contato 2800 richieste di aiuto, relative a quasi 5.000 persone. Si tratta della cosiddetta “lista Pacelli” più verificata possibile, con dati che – lo ammette lo stesso Ickx – potrebbero anche essere rivisti un giorno al rialzo, ma che rappresentano ad oggi la cifra più attendibile, sebbene meno suggestiva. Ma lo storico tedesco Hubert Wolf ha sottolineato che le richieste sarebbero ancora di più: circa 15.000. Ammettendo che davvero papa Pacelli abbia aiutato gli ebrei quando possibile, e in questo modo riposizionandosi nel dibattito tra gli storici, prendendo una posizione più morbida nei confronti del Papa, infatti precedentemente aveva teorizzato, sulla base di alcuni documenti tra cui una nota di monsignor Dall'Acqua, che Pio XII avesse saputo dell'Olocausto in corso ma avrebbe voluto volutamente ignorare le fonti, anche per via di un “pregiudizio antisemita” che colpiva prima di tutto i suoi collaboratori.
Wolf dimostra quindi di aver cambiato opinione e lo ha fatto con una intervista ad Herder Korrespondenz del 30 aprile 2021, in cui parla di circa “15 mila petizioni di Ebrei di tutta Europa che, a causa della persecuzione da parte dei nazisti, si sono rivolti a Pio XII per chiedere aiuto”. Si tratta di – prosegue Wolf – “documenti in prima persona impressionanti, testimonianze sconvolgenti della persecuzione, del disagio e dell'orrore durante il regime nazionalsocialista". E aggiunge che la Santa Sede ha risposto quando possibile alle richieste di aiuto, con “soldi, cibo o un riparo”, e che Pio XII aveva letto personalmente numerose petizioni, anche facendo concedere visti.
Johan Ickx ha scritto recentemente il libro “Pio XII e gli Ebrei”, che è il frutto di una prima lettura dei pezzi di archivio ora aperti al pubblico. Un libro narrativo, ma basato su documenti storici. In particolare, Ickx ha ripercorso le storie delle 2800 richieste di aiuto che si trovano nella serie “Ebrei” trovato nell'archivio della Seconda Sezione della Segreteria di Stato, in cui si delinea anche la storia del bureau messo su per salvare gli ebrei. Ickx afferma che: “la segreteria di Stato del Vaticano era l'unico ministero degli Esteri al mondo con un ufficio apposito e una completa rete internazionale destinata al soccorso delle persone perseguitate durante la Seconda guerra mondiale. Oggi, la serie Ebrei ne è la dimostrazione”. Ickx nel libro fornisce cifre dettagliate: 4205 ebrei vennero ospitati e nascosti nei monasteri cattolici, 1324 in case private, 160 ebrei furono rifugiati in Vaticano e nelle sue aree extraterritoriali.

## Pio XII nella cultura di massa
- Pio XII è stato identificato con il Pastor Angelicus della Profezia di Malachia.
- Secondo alcuni gruppi di cattolici tradizionalisti sostenitori in particolare del sedevacantismo o del sedeprivazionismo, dopo la morte di papa Pacelli la sede pontificia sarebbe vacante o formalmente vacante.[126]
- Pacelli fu tra i primi prelati a usare l'aereo per i suoi spostamenti e per questo un giornale americano lo soprannominò il "cardinale volante"[127].
- Nel 1942, Pio XII fu il primo pontefice a essere il protagonista vivente di una pellicola cinematografica[128]. Commissionò il film documentario dal titolo Pastor angelicus[129][130], allo scopo di rivolgere a tutto il mondo un invito all'amore cristiano. Il titolo scelto da Pacelli coincideva con l'espressione adottata secoli prima da Gioacchino da Fiore (1130-1202) per la profezia di un'Età dello Spirito e della distruzione di una Chiesa mondana, carnale e corrotta.[131].
- L'episodio della visita di Pio XII alle vittime del bombardamento del quartiere romano di San Lorenzo è ricordato da Francesco De Gregori nel brano musicale San Lorenzo.[132]

Pio XII riceve in udienza i ciclisti partecipanti al Giro del Giubileo 1950, tra cui Fausto Coppi e Gino Bartali

- Papa Pacelli era un appassionato di ciclismo: il 26 giugno 1946 fu il primo pontefice a ricevere in udienza i partecipanti al Giro d'Italia, tra cui la maglia rosa Gino Bartali e il rivale Fausto Coppi. Bartali, fervente cattolico, fu addirittura citato dal Papa il 17 settembre 1947, in un discorso agli iscritti dell'Azione Cattolica in Piazza San Pietro: «Guardate il vostro Gino Bartali, membro dell'Azione Cattolica: egli ha più volte guadagnato l'ambita maglia. Correte anche voi in questo campionato ideale». Pio XII ricevette Coppi e Bartali il 19 aprile 1950, prima della partenza del Giro d'Italia dell'anno del Giubileo. Al termine della corsa, il 14 giugno, papa Pacelli ricevette nuovamente i ciclisti. Coppi era assente, essendo ricoverato in ospedale per una dolorosa caduta. Bartali fu accompagnato dal vincitore di quell'anno, il calvinista Hugo Koblet, che si prostrò anch'egli in ginocchio di fronte al Papa.[133][134]
- Il 15 agosto 1954, da Castel Gandolfo, recitò il primo Angelus radiofonico di un Papa e, in autunno, istituì l'Angelus domenicale dalla finestra di Piazza San Pietro[135].
- Pio XII fu il primo papa le cui immagini vennero trasmesse in televisione, sul cui uso emise l'enciclica Miranda prorsus (1957).
- Pio XII uomo della pace e Papa della guerra è un documentario Rai di Antonia Pillosio, per "Italiani", programma di Rai Cultura a cura di Paolo Mieli.
- L'azione di Papa Pio XII nel periodo dell'occupazione tedesca di Roma è stata narrata in Sotto il cielo di Roma, miniserie televisiva in due puntate co-prodotta da Italia e Germania. È stata trasmessa da Rai 1 dal 31 ottobre al 1º novembre 2010. Papa Pacelli è interpretato dall'attore statunitense James Cromwell.
- Nella raccolta La religione del mio tempo (1961), Pier Paolo Pasolini pubblicò una poesia molto critica nei confronti di Pio XII, scritta in occasione della sua morte. La poesia termina con l'accusa al Papa di essere stato il più grande dei peccatori, per non aver fatto del bene pur avendone avuto tutta l'opportunità.[136]
- Molte polemiche furono suscitate per la grande influenza sul papa esercitata dalla sua assistente, suor Pascalina Lehnert, che ne gestiva l'agenda[137]. Suor Pascalina arrivava a interrompere gli incontri ufficiali di Pio XII per fargli rispettare l'orario dei pasti; un giorno, fece anche attendere per ore il cardinale Roncalli per permettere a Clark Gable di incontrare il papa e fece allontanare dalle guardie svizzere monsignor Tardini che voleva interrompere il colloquio di Pio XII con Gary Cooper. Il suo scarso riguardo per gli ospiti politici e i prelati della Curia le procurò il soprannome di "caporale tedesco".

## Concistori per la creazione di nuovi cardinali
Durante il suo pontificato papa Pio XII creò 56 cardinali nel corso di due soli distinti concistori.

## Beatificazioni e canonizzazioni del pontificato
Durante il suo pontificato papa Pio XII beatificò 169 servi di Dio e canonizzò 33 beati.

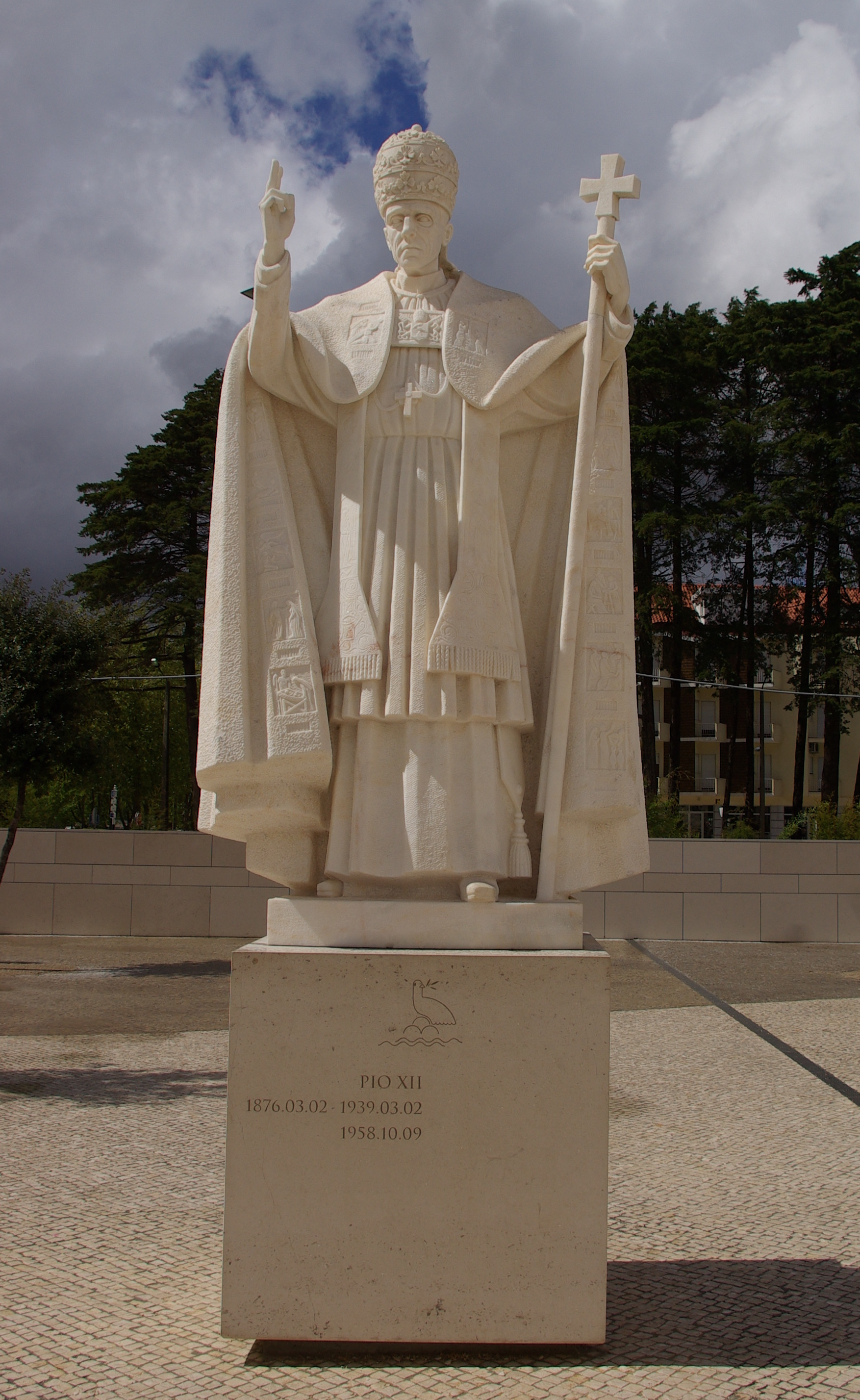
Statua di Pio XII a Fátima

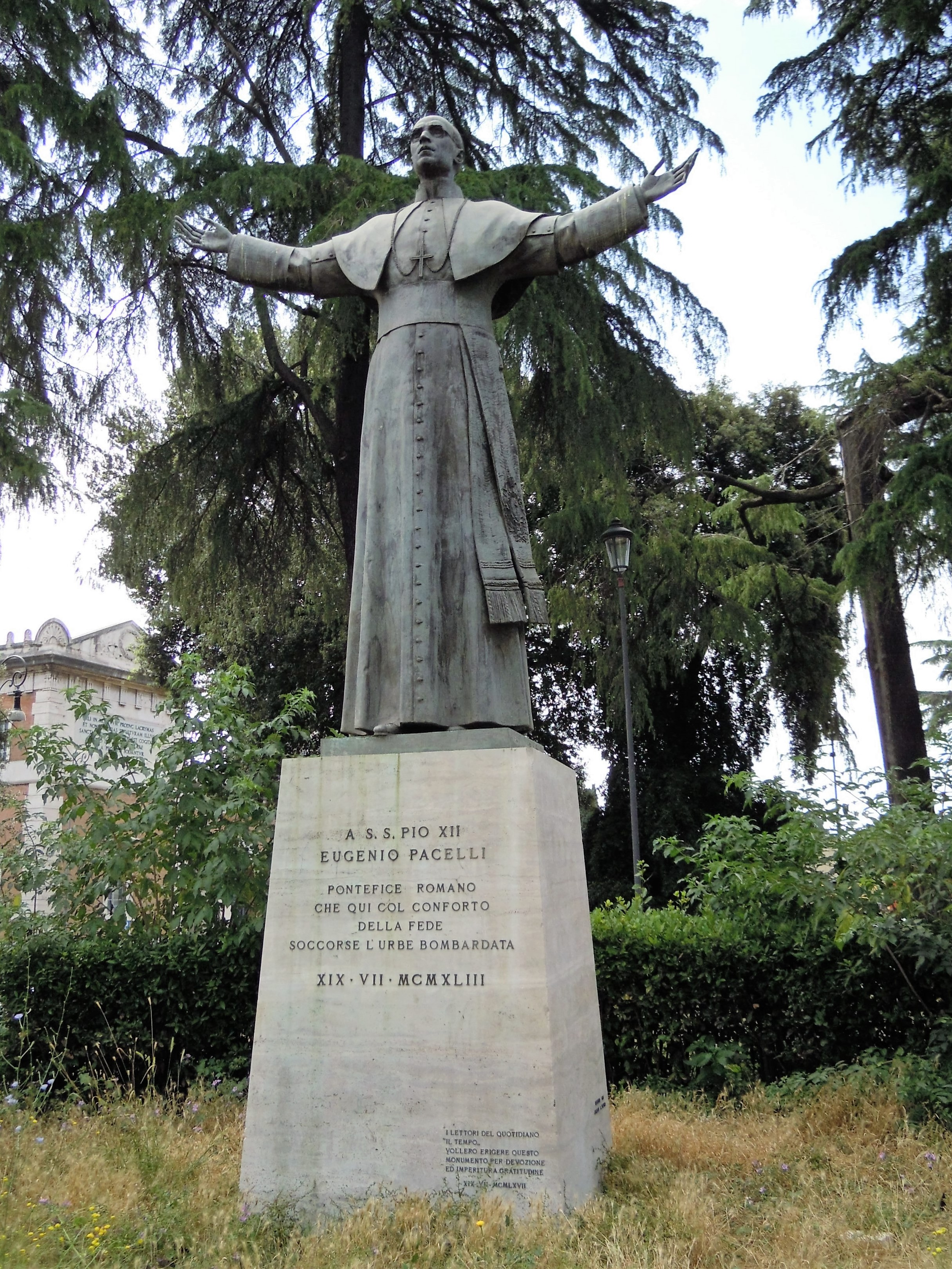
Monumento a Pio XII a piazzale del Verano, Roma

## Encicliche del pontificato
- Summi Pontificatus (20 ottobre 1939)  Summi pontificatus, Lettera Enciclica sul programma del pontificato, 20 ottobre 1939, Pio XII.
- Sertum Laetitiae (1º novembre 1939)  Sertum laetitiae - Lettera Enciclica, Pio XII., 150º anniversario della gerarchia ecclesiastica negli Stati Uniti d'America.
- Saeculo Exeunte Octavo (13 giugno 1940)  Saeculo exeunte octavo, Epistola Enciclica sull'attività missionaria portoghese, 13 giugno 1940, Pio XII., sull'attività missionaria portoghese.
- Mystici Corporis Christi (29 giugno 1943)  Mystici Corporis Christi, Lettera Enciclica di Pio XII sul Corpo mistico di Gesù Cristo e sulla nostra unione in esso con Cristo, 29 giugno 1943., sul corpo mistico di Gesù Cristo.
- Divino Afflante Spiritu (30 settembre 1943)  Divino Afflante Spiritu, Lettera Enciclica di Pio XII sul modo più opportuno di promuovere gli studi biblici, 30 settembre 1943., sul modo più opportuno di promuovere gli studi biblici.
- Orientalis Ecclesiae (9 aprile 1944)  Enciclica di Pio XII Orientalis Ecclesiae., su san Cirillo di Alessandria nel XV centenario della morte.
- Communium Interpretes Dolorum (15 aprile 1945)  Communium Interpretes Dolorum - Pubbliche preghiere per la pace fra i popoli.
- Orientales Omnes Ecclesias (23 dicembre 1945)  Enciclica di Pio XII Orientales omnes Ecclesias., 350º anniversario dell'unione della chiesa rutena alla sede apostolica di Roma.
- Quemadmodum (6 gennaio 1946)  Enciclica di Pio XII Quemadmodum.: sull'assistenza ai fanciulli indigenti.
- Deiparae Virginis Mariae (1º maggio 1946)  Deiparae Virginis Mariae - Lettera enciclica, Pio XII., proposta di definizione del dogma dell'Assunzione della Beata Vergine Maria.
- Fulgens Radiatur (21 marzo 1947)  Enciclica di Pio XII Fulgens Radiatur - XIV centenario della morte di san Benedetto.
- Mediator Dei (20 novembre 1947)  Mediator Dei - Pio XII ., sulla sacra liturgia.
- Optatissima Pax (18 dicembre 1947)  Optatissima pax, Pubbliche preghiere per la pacificazione dei popoli, 18 dicembre 1947 - Pio XII, Epistola Enciclica.
- Auspicia Quaedam (1º maggio 1948)  preghiere nel mese di maggio per la concordia delle nazioni.
- In Multiplicibus Curis (24 ottobre 1948)  nuove pubbliche preghiere per la pacificazione della Palestina..
- Redemptoris Nostri Cruciatus (15 aprile 1949)  sui luoghi santi della Palestina.
- Anni Sacri (12 marzo 1950)  preghiere per il rinnovamento cristiano e la concordia dei popoli.
- Summi Maeroris (19 luglio 1950)  nuove preghiere per la pace e la concordia dei popoli.
- Humani Generis (22 agosto 1950)  circa alcune false opinioni che minacciano di sovvertire i fondamenti della dottrina Cattolica.
- Mirabile Illud (6 dicembre 1950)  nuove pubbliche preghiere per la pace nel mondo.
- Evangelii Praecones (2 giugno 1951)  per un rinnovato impulso delle missioni.
- Sempiternus Rex Christus (8 settembre 1951)  nel XV centenario del concilio ecumenico di Calcedonia.
- Ingruentium Malorum (15 settembre 1951)  la recita del rosario mariano specialmente nel mese di ottobre.
- Orientales Ecclesias (15 dicembre 1952)  sulla condizione delle Chiese orientali.
- Doctor Mellifluus (24 maggio 1953)  nell'VIII centenario della morte di San Bernardo.
- Fulgens Corona (8 settembre 1953)  indizione dell'anno mariano.
- Sacra Virginitas (25 marzo 1954)  sulla consacrata verginità.
- Ecclesiae Fastos (5 giugno 1954)  nel XII centenario della morte di San Bonifacio.
- Ad Sinarum Gentem (7 ottobre 1954)  paterne esortazioni alla Chiesa cattolica in Cina.
- Ad Caeli Reginam (11 ottobre 1954)  sulla dignità regale della Vergine Maria.
- Musicae Sacrae (25 dicembre 1955)  sulla musica sacra.
- Haurietis Aquas (15 maggio 1956)  sulla devozione al Sacro Cuore.
- Luctuosissimi Eventus (28 ottobre 1956)  pubbliche preghiere per il popolo ungherese.
- Laetamur Admodum (1º novembre 1956)  pubbliche preghiere per la pace fra i popoli.
- Datis Nuperrime (5 novembre 1956)  condanna dei luttuosi avvenimenti in Ungheria.
- Fidei Donum (21 aprile 1957) sulla situazione delle missioni cattoliche, soprattutto in Africa.
- Invicti Athletae Christi (16 maggio 1957)  nel III centenario del martirio di Sant'Andrea Bobola.
- Le Pèlerinage de Lourdes (2 luglio 1957)  nel centenario delle apparizioni della Vergine Maria a Lourdes.
- Miranda prorsus (8 settembre 1957)  su cinema, radio e televisione.
- Ad Apostolorum Principis (29 giugno 1958) esortazioni e norme per la Chiesa cattolica in Cina.
- Meminisse Iuvat (14 luglio 1958)  pubbliche preghiere nella novena dell'Assunta.

## Genealogia episcopale e successione apostolica
La genealogia episcopale è:
- Cardinale Scipione Rebiba
- Cardinale Giulio Antonio Santori
- Cardinale Girolamo Bernerio, O.P.
- Arcivescovo Galeazzo Sanvitale
- Cardinale Ludovico Ludovisi
- Cardinale Luigi Caetani
- Cardinale Ulderico Carpegna
- Cardinale Paluzzo Paluzzi Altieri degli Albertoni
- Papa Benedetto XIII
- Papa Benedetto XIV
- Papa Clemente XIII
- Cardinale Marcantonio Colonna
- Cardinale Giacinto Sigismondo Gerdil, B.
- Cardinale Giulio Maria della Somaglia
- Cardinale Carlo Odescalchi, S.I.
- Cardinale Costantino Patrizi Naro
- Cardinale Lucido Maria Parocchi
- Papa Pio X
- Papa Benedetto XV
- Papa Pio XII

La successione apostolica è:
- Arcivescovo Johann Evangelist Erich Müller (1923)
- Vescovo Michel-Joseph Bourguignon d'Herbigny, S.I. (1926)
- Cardinale Giuseppe Pizzardo (1930)
- Vescovo Alois Scheiwiler (1930)
- Arcivescovo Luigi Centoz (1932)
- Cardinale Francis Joseph Spellman (1932)
- Vescovo Alois Hudal (1933)
- Arcivescovo Albert Levame (1934)
- Arcivescovo Carlo Serena (1935)
- Arcivescovo Antonino Arata (1935)
- Arcivescovo Saverio Ritter (1935)
- Arcivescovo Alcide Giuseppe Marina, C.M. (1936)
- Arcivescovo Maurilio Silvani (1936)
- Cardinale Eugène-Gabriel-Gervais-Laurent Tisserant (1937)
- Cardinale Efrem Forni (1938)
- Arcivescovo Aldo Laghi (1938)
- Vescovo Joseph Meile (1938)
- Vescovo Thomas Roch Agniswami, S.I. (1939)
- Vescovo Louis La Ravoire Morrow, S.D.B. (1939)
- Vescovo Ignace Ramarosandratana (1939)
- Arcivescovo Joseph Nakabaale Kiwánuka, M.Afr. (1939)
- Vescovo James Colbert (1939)
- Vescovo Jean Larregain, M.E.P. (1939)
- Vescovo Blasius Sigibald Kurz, O.F.M. (1939)
- Vescovo Henri Martin Mekkelholt, S.C.I. (1939)
- Cardinale Thomas Tien Ken-sin, S.V.D. (1939)
- Vescovo William Francis O'Shea, M.M. (1939)
- Vescovo Urbain Etienne Morlion, M.Afr. (1939)
- Vescovo Francesco Benedetto Cialeo, O.P. (1939)
- Cardinale Carlo Confalonieri (1941)

## Ascendenza
|                                 |  |                        | Genitori |  |  | Nonni |  |  | Bisnonni                        |  |  | Trisnonni                         |  |
|                                 |  |                        |          |  |  |       |  |  | Gaetano Pacelli (1759-deceduto) |  |  | Marco Antonio Pacelli (1731-1803) |  |
|                                 |  |                        |          |  |  |       |  |  | Gaetano Pacelli (1759-deceduto) |  |  | Marco Antonio Pacelli (1731-1803) |  |
|                                 |  | Maria Felice Mancini   |          |  |  |       |  |  | Gaetano Pacelli (1759-deceduto) |  |  |                                   |  |
| Marcantonio Pacelli (1804-1902) |  |                        |          |  |  |       |  |  | Gaetano Pacelli (1759-deceduto) |  |  |                                   |  |
|                                 |  | Maria Antonia Caterini |          |  |  |       |  |  |                                 |  |  |                                   |  |
|                                 |  |                        |          |  |  |       |  |  |                                 |  |  |                                   |  |
|                                 |  |                        |          |  |  |       |  |  |                                 |  |  |                                   |  |
| Filippo Pacelli (1837-1916)     |  |                        |          |  |  |       |  |  |                                 |  |  |                                   |  |
|                                 |  |                        |          |  |  |       |  |  |                                 |  |  |                                   |  |
|                                 |  |                        |          |  |  |       |  |  |                                 |  |  |                                   |  |
|                                 |  |                        |          |  |  |       |  |  |                                 |  |  |                                   |  |
| Giuseppa Veccia Scavalli        |  |                        |          |  |  |       |  |  |                                 |  |  |                                   |  |
|                                 |  |                        |          |  |  |       |  |  |                                 |  |  |                                   |  |
|                                 |  |                        |          |  |  |       |  |  |                                 |  |  |                                   |  |
|                                 |  |                        |          |  |  |       |  |  |                                 |  |  |                                   |  |
| Papa Pio XII (1876-1958)        |  |                        |          |  |  |       |  |  |                                 |  |  |                                   |  |
|                                 |  |                        |          |  |  |       |  |  |                                 |  |  |                                   |  |
|                                 |  |                        |          |  |  |       |  |  |                                 |  |  |                                   |  |
|                                 |  |                        |          |  |  |       |  |  |                                 |  |  |                                   |  |
| Luigi Graziosi (1820-deceduto)  |  |                        |          |  |  |       |  |  |                                 |  |  |                                   |  |
|                                 |  |                        |          |  |  |       |  |  |                                 |  |  |                                   |  |
|                                 |  |                        |          |  |  |       |  |  |                                 |  |  |                                   |  |
|                                 |  |                        |          |  |  |       |  |  |                                 |  |  |                                   |  |
| Virginia Graziosi (1844-1920)   |  |                        |          |  |  |       |  |  |                                 |  |  |                                   |  |
|                                 |  | Luigi Martini          |          |  |  |       |  |  |                                 |  |  |                                   |  |
|                                 |  |                        |          |  |  |       |  |  |                                 |  |  |                                   |  |
|                                 |  |                        |          |  |  |       |  |  |                                 |  |  |                                   |  |
| Antonia Martini (1811-1883)     |  |                        |          |  |  |       |  |  |                                 |  |  |                                   |  |
|                                 |  | Margherita             |          |  |  |       |  |  |                                 |  |  |                                   |  |
|                                 |  |                        |          |  |  |       |  |  |                                 |  |  |                                   |  |
|                                 |  |                        |          |  |  |       |  |  |                                 |  |  |                                   |  |
|                                 |  |                        |          |  |  |       |  |  |                                 |  |  |                                   |  |

## Onorificenze

### Onorificenze della Santa Sede
Il papa è sovrano degli ordini pontifici della Santa Sede mentre il Gran magistero delle singole onorificenze può essere mantenuto direttamente dal pontefice o concesso a una persona di fiducia, solitamente un cardinale.

## Altri riconoscimenti
- Il comune di Pio XII, nello stato del Maranhão, in Brasile, è a lui dedicato.